# Pelé
Edson Arantes do Nascimento, més conegut com a Pelé (portuguès brasiler: Edson Arantes do Nascimento)  (Três Corações, 23 d'octubre de 1940 - Hospital Israelita Albert Einstein, 29 de desembre de 2022) va ser un futbolista brasiler. Se'l coneix també amb el sobrenom O Rei ("el rei"). Hom el considera generalment, i sobretot al Brasil, com un dels millors futbolistes de tots els temps.
Pelé va començar a jugar amb el Santos FC als 15 anys i amb la selecció del Brasil als 16. Durant la seua carrera internacional, va guanyar tres copes del món de la FIFA els anys 1958, 1962 i 1970, sent l'únic jugador a fer-ho. Va rebre el sobrenom d'O Rei després del torneig de 1958. Pelé és el màxim golejador del Brasil amb 77 gols en 92 partits. A nivell de club, és el màxim golejador de tots els temps del Santos amb 643 gols en 659 partits. En una època daurada per al Santos, va dirigir el club a la Copa Libertadores de 1962 i 1963, i a la Copa Intercontinental de 1962 i 1963. Acreditat per vincular l'expressió "The Beautiful Game" amb el futbol, el joc electrizant i la inclinació als gols espectaculars de Pelé el van convertir en una estrela arreu del món, i els seus equips van fer gires internacionals per tal d'aprofitar al màxim la seua popularitat. Durant els seus dies com a jugador, Pelé va ser durant un període l'esportista millor pagat del món. Des de que es va retirar l'any 1977, Pelé fou un ambaixador mundial del futbol i realitzà nombroses activitats representatives i publicitàries. El 2010, va ser nomenat president honorari del New York Cosmos.
Amb una mitjana de vora un gol per partit al llarg de la seua carrera, Pelé va ser expert en colpejar la pilota amb qualsevol dels peus a més d'anticipar-se als moviments dels seus oponents al camp. Encara que jugava predominantmenr com a davanter, també podia caure profundament i assumir un paper d'organitzador, proporcionant assistències amb la seua visió i habilitat de passada, i també utilitzaria les seues habilitats de driblatge per superar els oponents. Al Brasil, és aclamat com un heroi nacional pels seus èxits en el futbol i pel seu suport obert a les polítiques que milloren les condicions socials dels pobres. La seua aparició a la Copa del Món de 1958, on es va convertir en la primera estrela esportiva mundial negra, va servir de font d'inspiració. Al llarg de la seua carrera així com en la jubilació, Pelé va rebre diversos premis individuals i per equips pel seu rendiment al camp, els seus èxits rècords i el llegat en l'esport.

## Biografia
Pelé va nàixer com Edson Arantes do Nascimento el 23 d'octubre de 1940, a Três Corações, Minas Gerais, Brasil, fill del futbolista Fluminense Dondinho (nascut João Ramos do Nascimento) i Celeste Arantes. Era el gran de dos germans, i va rebre el nom de l'inventor nord-americà Thomas Edison. Els seus pares van decidir eliminar la "i" i anomenar-lo "Edson", però hi va haver un error en el certificat de naixement, fet que va portar a molts documents a mostrar el seu nom com "Edison", no "Edson", com se'l anomenava comunament. Originalment va ser sobrenomenat "Dico" per la seua família. Va rebre el sobrenom de "Pelé" durant l'etapa escolar, quan s'afirma que li van donar a causa de la pronunciació del nom del seu jugador favorit, el porter local del Vasco da Gama de São Lourenço, Bilé, que va dir malament, però va ocórrer que com més es queixava més li ho deien. A la seua autobiografia, Pelé va afirmar que no tenia ni idea del significat del nom, ni tampoc ho sabien els seus vells amics. A part de l'afirmació que el nom deriva del de Bilé, i que Pelé és com en hebreu es diu la paraula "miracle" (פֶּ֫לֶא), la paraula no té cap significat conegut en portuguès.
Pelé va créixer en la pobresa a Bauru, a l'estat de São Paulo. Va guanyar diners extra treballant a les botigues de te com a criat. El seu pare li va ensenyar a jugar, no es podia permetre una pilota de futbol i normalment jugava amb un calcetí farcit de paper de diari i lligat amb corda, o amb una aranja. Va jugar per a diversos equips d'aficionats en la seua joventut, incloent Sete de Setembro, Canto do Rio, São Paulinho i Amériquinha. Pelé va liderar els juniors del Bauru Athletic Club (entrenat per Waldemar de Brito) que va guanyar dos campionats estatals juvenils de São Paulo. A mitjan adolescència, va jugar per a un equip de futbol sala anomenat Radium. El futbol sala acabava de fer-se popular a Bauru quan Pelé va començar a jugar-hi. Va formar part de la primera competició de futbol sala de la comarca. Pelé i el seu equip van guanyar el primer campionat i diversos altres.
Segons Pelé, el futbol sala presentava reptes difícils; va dir que era molt més ràpid que el futbol a la gespa i que els jugadors havien de pensar més ràpid perquè tots estan a prop els uns dels altres al camp. Pelé considera que el futbol sala el va ajudar a pensar millor al moment. A més, el futbol sala li va permetre jugar amb adults quan tenia uns 14 anys. En un dels tornejos en què va participar, inicialment es va considerar massa jove per jugar, però finalment va acabar sent màxim golejador amb 14 o 15 gols. "Això em va donar molta confiança", va dir Pelé, "Llavors vaig saber que no tenia por del que vinguera".

## Carrera

### Santos
El 1956, de Brito va portar Pelé a Santos, una ciutat industrial i portuària situada a prop de São Paulo, per provar el club professional Santos FC, i va dir als directius del Santos que el jove de 15 anys seria "el millor jugador de futbol del món". Pelé va impressionar l'entrenador del Santos Lula durant la seua prova a l'Estádio Vila Belmiro, i va signar un contracte professional amb el club el juny de 1956. Pelé va ser molt promocionat als mitjans locals com a futura superestrella. Va debutar amb l'equip sènior el 7 de setembre de 1956 als 15 anys contra el Corinthians de Santo André i va tenir una actuació impressionant en la victòria per 7-1, marcant el primer gol de la seua prolífica carrera durant el partit.

Quan va començar la temporada 1957, Pelé va ser titular al primer equip i, amb 16 anys, es va convertir en el màxim golejador de la lliga. Deu mesos després de fitxar professionalment, l'adolescent va ser convocat a la selecció brasilera. El 1957, Eduardo Cubells fou enviat al Brasil a buscar el fitxatge d'un davanter de nivell per al València CF, que seria Walter Marciano. Durant el viatge va descobrir a Pelé, que tenia 17 anys per aquelles dates. Cubells va descartar la seua incorporació immediata per ser massa jove. Un any després, el 1958, Eduardo Cubells va aconseguir un precontrat per a incorporar-lo al València CF després del Mundial 1958, però després del gran paper del jugador al campionat, el club no va voler vendre'l. Pel que fa a l'Inter de Milà, l'equip italià fins i tot va aconseguir fer-li un contracte regular, però Angelo Moratti es va vore obligat a trencar el contracte a petició del president de Santos després d'una revolta dels aficionats de l'equip. Després del Mundial de 1958 i el Mundial de 1962, clubs europeus rics, com el Reial Madrid, la Juventus i el Manchester United, van intentar fitxar-lo en va. El 1961, el govern del Brasil sota el president Jânio Quadros va declarar Pelé un "tresor nacional oficial" per evitar que es traslladara fora del país.

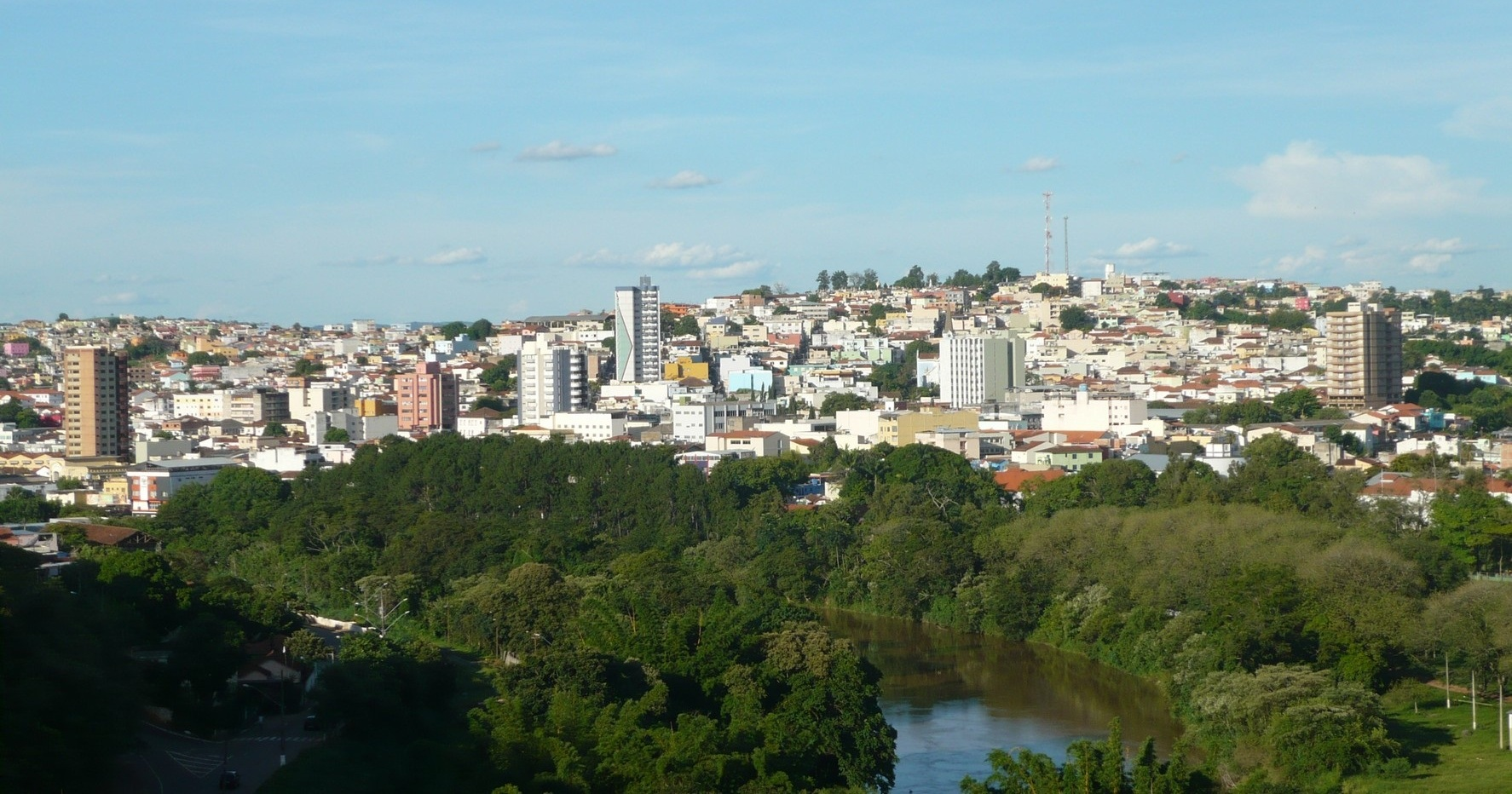
Nascut a Três Corações l'any 1940, Pelé té un carrer que porta el seu nom a la ciutat: la Rua Edson Arantes do Nascimento. També hi ha una estàtua de Pelé col·locada de manera destacada en una plaça a prop del centre de la ciutat.

Pelé va guanyar el seu primer gran títol amb el Santos el 1958 quan l'equip va imposar-se al Campeonato Paulista; acabaria el torneig com a màxim golejador, amb 58 gols, rècord que encara es manté actualment. Un any més tard, ajudaria l'equip a aconseguir la seua primera victòria al Torneio Rio-São Paulo amb un 3-0 sobre Vasco da Gama. Tanmateix, Santos no va poder retenir el títol paulista. El 1960, Pelé va marcar 33 gols per ajudar el seu equip a recuperar el trofeu del Campeonato Paulista, però va perdre al torneig Rio-São Paulo després d'acabar en 8 lloc. El club va guanyar el Taça Brasil aquell mateix any, superant el Bahia a la final; Pelé va acabar com a màxim golejador del torneig amb 9 gols. La victòria va permetre al Santos participar en la Copa Libertadores, el torneig de clubs més prestigiós de l'hemisferi occidental.
La temporada de Copa Libertadores més exitosa del Santos va començar el 1962; l'equip va ser cap de sèrie al grup 1 al costat del Cerro Porteño i el Deportivo Municipal de Bolívia, guanyant tots els partits del seu grup menys un (empat 1–1 fora de casa contra el Cerro). Santos va derrotar a la Universidad Católica a les semifinals i es va enfrontar amb el vigent campió, Peñarol, a les finals. Pelé va anotar dos gols en el partit de playoff per assegurar el primer títol per a un club brasiler. Pelé va acabar com a segon màxim golejador de la competició amb quatre gols. Aquell mateix any, Santos defensaria amb èxit el Campeonato Paulista (amb 37 gols de Pelé) i la Taça Brasil (Pelé va marcar quatre gols a la sèrie final contra el Botafogo). Santos també guanyaria la Copa Intercontinental de 1962 contra el Benfica. Amb la seua samarreta número 10, Pelé va produir una de les millors actuacions de la seua carrera, marcant un hat-trick a Lisboa al partit que Santos va guanyar 5–2.
Com a vigents campions que defensaven el títol, el Santos es va classificar automàticament a la fase semifinal de la Copa Libertadores de 1963. El ballet blanco, el sobrenom que va rebre el Santos pel joc de Pelé, va aconseguir revalidar el títol després de les victòries davant Botafogo i Boca Juniors. Pelé va ajudar el Santos a superar un equip, Botafogo, que comptava amb grans jugadors brasilers com Garrincha i Jairzinho amb un gol a l'últim minut a l'anada de les semifinals que va posar l'1-1. En el partit de tornada, Pelé va anotar un hat-trick a l'Estádio do Maracanã al partit de tornada que el Santos va guanyar 0–4. El Santos va començar la darrera sèrie guanyant, 3–2, a l'anada i derrotant al Boca Juniors per 1–2, a La Bombonera. Va ser una gesta poc freqüent en competicions oficials, amb un altre gol de Pelé. Santos es va convertir en el primer (i fins ara l'únic) equip brasiler a alçar la Copa Libertadores a terra argentina. Pelé va acabar el torneig amb 5 gols. Santos va perdre el Campeonato Paulista després d'acabar en tercera posició, però va guanyar el torneig Rio-São Paulo després de la victòria per 0-3 sobre Flamengo a la final, amb Pelé marcant un gol. Pelé també ajudaria al Santos a conservar la Copa Intercontinental i la Taça Brasil davant l'AC Milan i el Bahia respectivament.

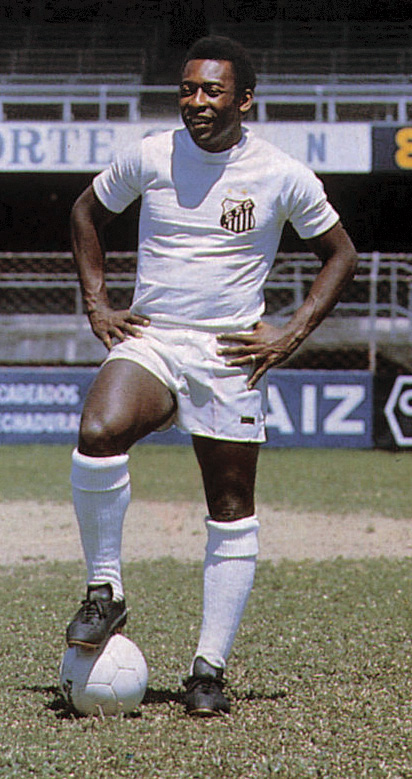
Pelé fotografiat abans d'enfrontar-se al Boca Juniors a la tornada de la final de la Copa Libertadores de 1963 a La Bombonera de Buenos Aires. És el màxim golejador de tots els temps del Santos FC.

A la Copa Libertadores del 1964, el Santos va ser derrotat en els dos partits de les semifinals per Independiente. El club va guanyar el Campeonato Paulista, amb Pelé marcant 34 gols. Santos també va compartir el títol de Rio-São Paulo amb Botafogo i va guanyar la Taça Brasil per quart any consecutiu. A la Copa Libertadores de 1965, el Santos va arribar a les semifinals i es va enfrontar a Peñarol en una represa de la final de 1962. Després de dos partits, calia un playoff per trencar l'empat. A diferència del 1962, Peñarol va imposar-se i va eliminar al Santos per 2–1. Pelé, però, acabaria com a màxim golejador del torneig amb huit gols. Aquell va resultar ser l'inici d'un declivi, ja que el Santos no va aconseguir retindre el Torneio Rio-São Paulo. El 1966, Pelé i el Santos tampoc van aconseguir retenir la Taça Brasil, ja que els gols de Pelé no van ser suficients per evitar la derrota per 9–4 davant el Cruzeiro (dirigit per Tostão) a la sèrie final. El club, però, va guanyar el Campeonato Paulista el 1967, 1968 i 1969. El 19 de novembre de 1969, Pelé va marcar el gol número 1.000 en totes les competicions, en el que va ser un moment molt esperat al Brasil. El gol, batejat com O Milésimo, es va produir en un partit contra Vasco da Gama, quan Pelé va marcar de penal, a l'estadi Maracanã.
Pelé afirma que el seu gol més memorable va ser marcat a l'Estádio Rua Javari en un partit del Campeonato Paulista contra els rivals locals de São Paulo, el Clube Atlético Juventus, el 2 d'agost de 1959. Com que no hi ha cap vídeo del partit, Pelé va demanar que es fera una animació per ordinador d'aquell gol en concret. El març de 1961, Pelé va marcar el gol de placa (gol digne d'una placa), davant el Fluminense al Maracanã. Pelé va rebre la pilota a la vora de la seua pròpia àrea, i va córrer tot el camp, eludint els rivals amb fintes, fins que finalment fa gol. Es va encarregar una placa amb una dedicatòria a "el gol més bonic de la història del Maracanã".
El 1969, les dues faccions implicades en la guerra civil nigeriana van acordar un alto el foc de 48 hores per tal de permetre a la gent vore jugar a Pelé un partit d'exhibició a Lagos. El Santos va acabar empatant 2-2 amb el Stationary Stores FC de Lagos i Pelé va marcar els gols del seu equip. La guerra civil va continuar un any més després del partit. Durant la seua etapa al Santos, Pelé va jugar al costat de molts jugadors dotats, com Zito, Pepe i Coutinho; aquell últim el va acompanyar en nombroses jugades d'un-dos, atacs i gols. Els 643 gols de Pelé amb el Santos van ser la major quantitat de gols realitzada per a un sol club fins que va ser superat per Lionel Messi al Barcelona el desembre de 2020.

### Cosmos de Nova York

Pelé va signar un baló de futbol per al president nord-americà Richard Nixon a la Casa Blanca el 1973, dos anys abans d'unir-se al New York Cosmos.

Després de la temporada 1974 (la seua 19a amb el Santos), Pelé es va retirar del futbol de clubs, tot i que va continuar jugant ocasionalment amb el Santos en partits competitius oficials. Dos anys més tard, va deixar la semi-retirada per signar amb el New York Cosmos de la North American Soccer League (NASL) per a la temporada 1975. En una caòtica conferència de premsa al 21 Club de Nova York, el Cosmos va donar a conèixer Pelé. El portaveu de mitjans del club, John O'Reilly, va declarar: "Hem tingut superestrelles als Estats Units però res a nivell de Pelé. Tothom volia tocar-lo, donar-li la mà, fer-se una foto amb ell." Tot i que ja havia deixat enrere el seu millor moment futbolístic, a Pelé se li atribueix un augment significatiu de la consciència i l'interès públic per l'esport als Estats Units. Durant la seua primera aparició pública a Boston, va ser ferit per una multitud de fans que l'envoltava i va ser evacuat en una llitera.

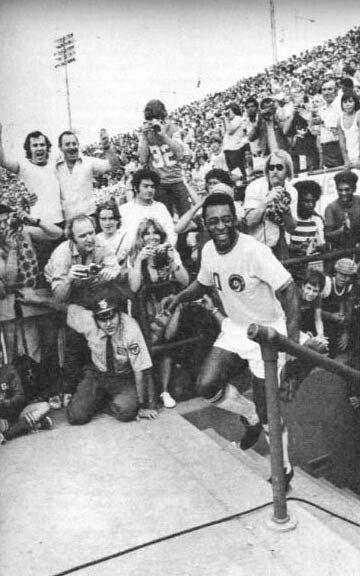
Pelé entrant al camp per a jugar el seu primer partit amb el Cosmos, el 15 de juny de 1975.

Pelé va debutar amb el Cosmos el 15 de juny de 1975 contra el Dallas Tornado al Downing Stadium, marcant un gol en un empat 2-2. Pelé va obrir la porta perquè moltes altres estreles començaren a jugar als Estats Units. Giorgio Chinaglia el va seguir al Cosmos, després Franz Beckenbauer i el seu antic company de Santos Carlos Alberto. Durant els anys següents van arribar a la lliga altres jugadors, com Johan Cruyff, Eusebio, Bobby Moore, George Best i Gordon Banks.
El 1975, una setmana abans de la guerra civil libanesa, Pelé va jugar un partit amistós amb el club libanés Nejmeh contra un equip d'estrelles de la Premier League libanesa, marcant dos gols que no es van incloure en el seu compte oficial. El dia del partit, 40.000 espectadors estaven a l'estadi des de primera hora del matí per vore el partit.
Pelé va portar al Cosmos al Soccer Bowl de 1977, en la tercera i última temporada amb el club. El juny de 1977, el Cosmos va establir el rècord d'asssitència a un partit de la NASL amb 62.394 aficionats al Giants Stadium en un partit on s'imposà per 3-0 davant els Tampa Bay Rowdies amb un Pelé de 37 anys anotant un hat-trick. En el partit d'anada dels quarts de final, van establir un rècord nord-americà amb 77.891 persones que veieren el Cosmos imposar-se per 8–3 davant els Fort Lauderdale Strikers al Giants Stadium. En el partit de tornada de les semifinals contra els Rochester Lancers, el Cosmos va guanyar 4–1. Pelé va acabar la seua carrera oficial de jugador liderant el New York Cosmos al seu segon títol de Soccer Bowl amb una victòria per 2-1 sobre els Seattle Sounders al Civic Stadium de Portland, Oregon.
L'1 d'octubre de 1977, Pelé va tancar la seua carrera amb un partit d'exhibició entre el Cosmos i el Santos. El partit es va jugar al Giants Stadium, es veneren totes les entrades, i es va televisar als EUA al Wide World of Sports de l'ABC, així com a tot el món. El pare i la dona de Pelé van assistir al partit, així com Muhammad Ali i Bobby Moore. Es va lliurar un missatge al públic abans de l'inici del partit —«L'amor és més important que el que podem agafar a la vida»—, Pelé va jugar la primera part amb el Cosmos, la segona amb el Santos. El partit va acabar amb la victòria del Cosmos per 2-1, amb Pelé anotant amb un tir lliure de 30 iardes per al Cosmos en el que va ser l'últim gol de la seua carrera. Durant la segona part va començar a ploure, i un diari brasiler va titular: "Fins i tot el cel estava plorant".

## Carrera internacional
El primer partit internacional de Pelé va ser una derrota per 2-1 contra l'Argentina el 7 de juliol de 1957 al Maracanã. En aquell partit, va marcar el seu primer gol amb el Brasil als 16 anys i nou mesos, i segueix sent el golejador més jove del seu país.

### Copa del Món del 1958

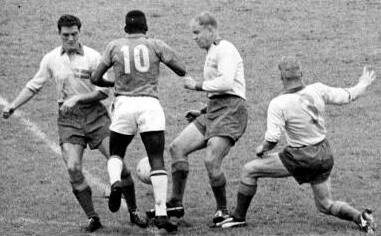
Pelé (número 10) regateja tres jugadors suecs a la Copa del Món de 1958.

Pelé va arribar a Suècia apartat per una lesió al genoll, però quan va tornar de la sala de tractament, els seus companys es van mantenir junts i van insistir en la seua selecció. El primer partit va ser contra l'URSS en el tercer partit de la primera volta de la Copa del Món de la FIFA de 1958, on va donar l'assistència al segon gol de Vavá. Aleshores era el jugador més jove que mai va participar al Mundial. Contra França a la semifinal, el Brasil liderava 2-1 al descans, i després Pelé va anotar un hat-trick, convertint-se en el jugador més jove de la història de la Copa del Món a fer-ho.

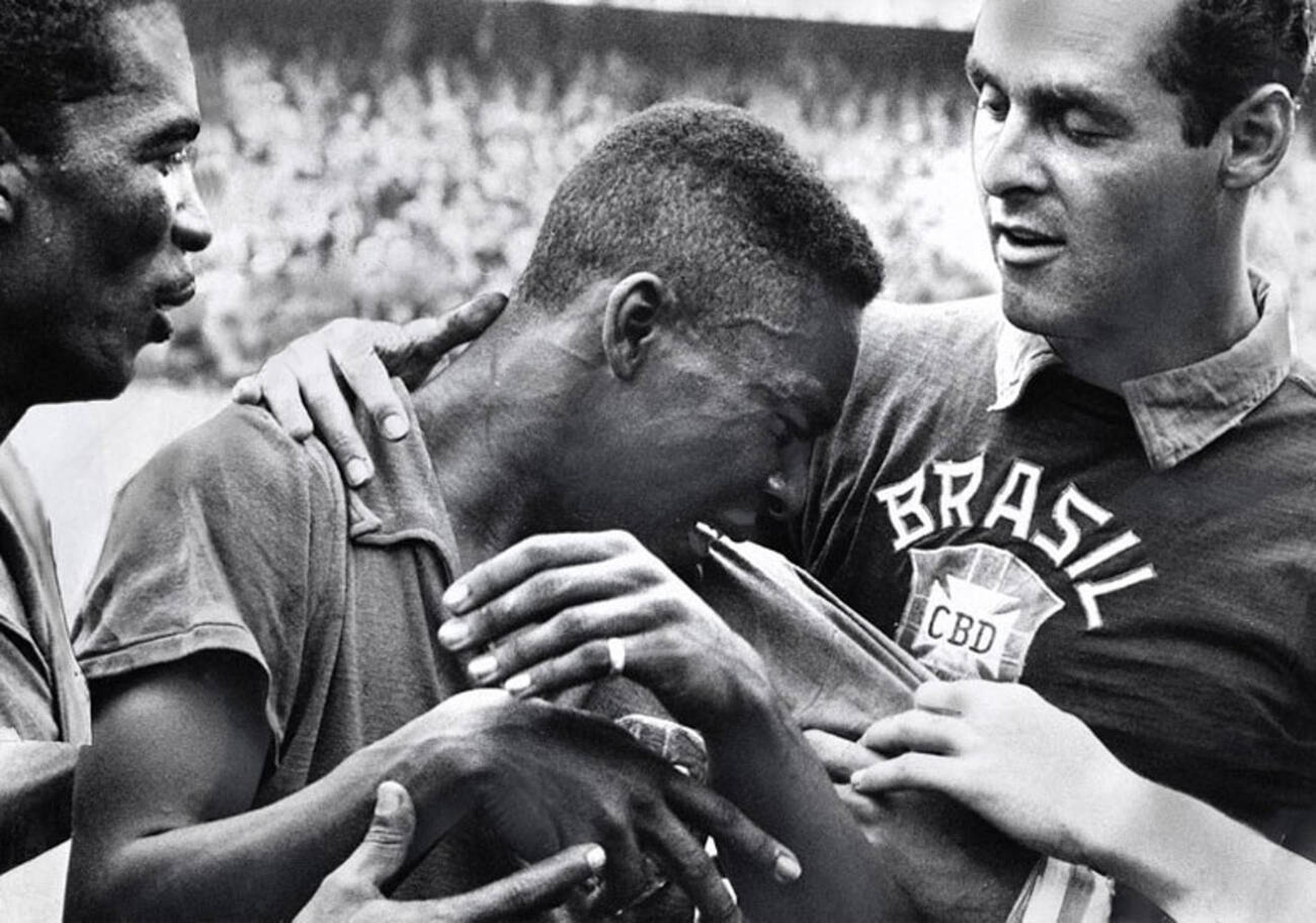
Pelé, de 17 anys, plora a l'espatlla del porter Gilmar després que Brasil guanyara la final del Mundial de 1958.

El 29 de juny de 1958, Pelé es va convertir en el jugador més jove en jugar una final de la Copa del Món amb 17 anys i 249 dies. Va marcar dos gols en aquella final quan el Brasil va vèncer a Suècia per 5–2 a Estocolm, la capital. Pelé va fer un xut que pegà al pal i després Vavá va fer dos gols per posar el Brasil per davant. El seu primer gol, on va llançar la pilota per sobre d'un defensor abans de llançar una volea a l'escaire, va ser seleccionat com un dels millors gols de la història dels Mundials. Després del segon gol de Pelé, el jugador suec Sigvard Parling comentaria més tard: "Quan Pelé va marcar el cinqué gol en aquella final, he de ser sincer i dir que vaig tindre ganes d'aplaudir". En acabar el partit, Pelé es va desmaiar al camp, i Garrincha el va reviure. Aleshores es va recuperar, i en vore que havien guanyat, va començar t a plorar mentre estava sent felicitat pels seus companys. Va acabar el torneig amb sis gols en quatre partits jugats, empatat al segon lloc, darrere del rècord de Just Fontaine, i va ser nomenat millor jugador jove del torneig. El seu impacte va ser sens dubte més gran fora del camp, amb Barney Ronay escrivint: "Sense res més que talent per guiar-lo, el xicon de Minas Gerais es va convertir en la primera superestrela esportiva mundial negra i una font d'autèntica inspiració i inspiració".
Va ser a la Copa del Món de 1958 quan Pelé va començar a vestir la samarreta amb el número 10. L'esdeveniment va ser fruit de la desorganització: els dirigents de la Federació Brasilera no van repartir els dorsals de la samarreta dels jugadors i va ser la FIFA qui va atorgar-li la samarreta amb el dorsal 10 a Pelé, que estava com a substitut. La premsa va proclamar Pelé la major revelació del Mundial de 1958, i també se li va lliurar retroactivament la Pilota de Plata com a segon millor jugador del torneig, per darrere de Didi.

### Campionat sud-americà del 1959
Un any després, Pelé va jugar al Campionat Sud-americà. A l'edició del 1959 va ser nomenat millor jugador del torneig i va ser el màxim golejador amb 8 gols, ja que Brasil va quedar segon tot i estar invicte al torneig. Va marcar en cinc dels sis partits del Brasil, destacant-ne dos gols contra Xile i un hat-trick contra el Paraguai.

### Copa del Món del 1962

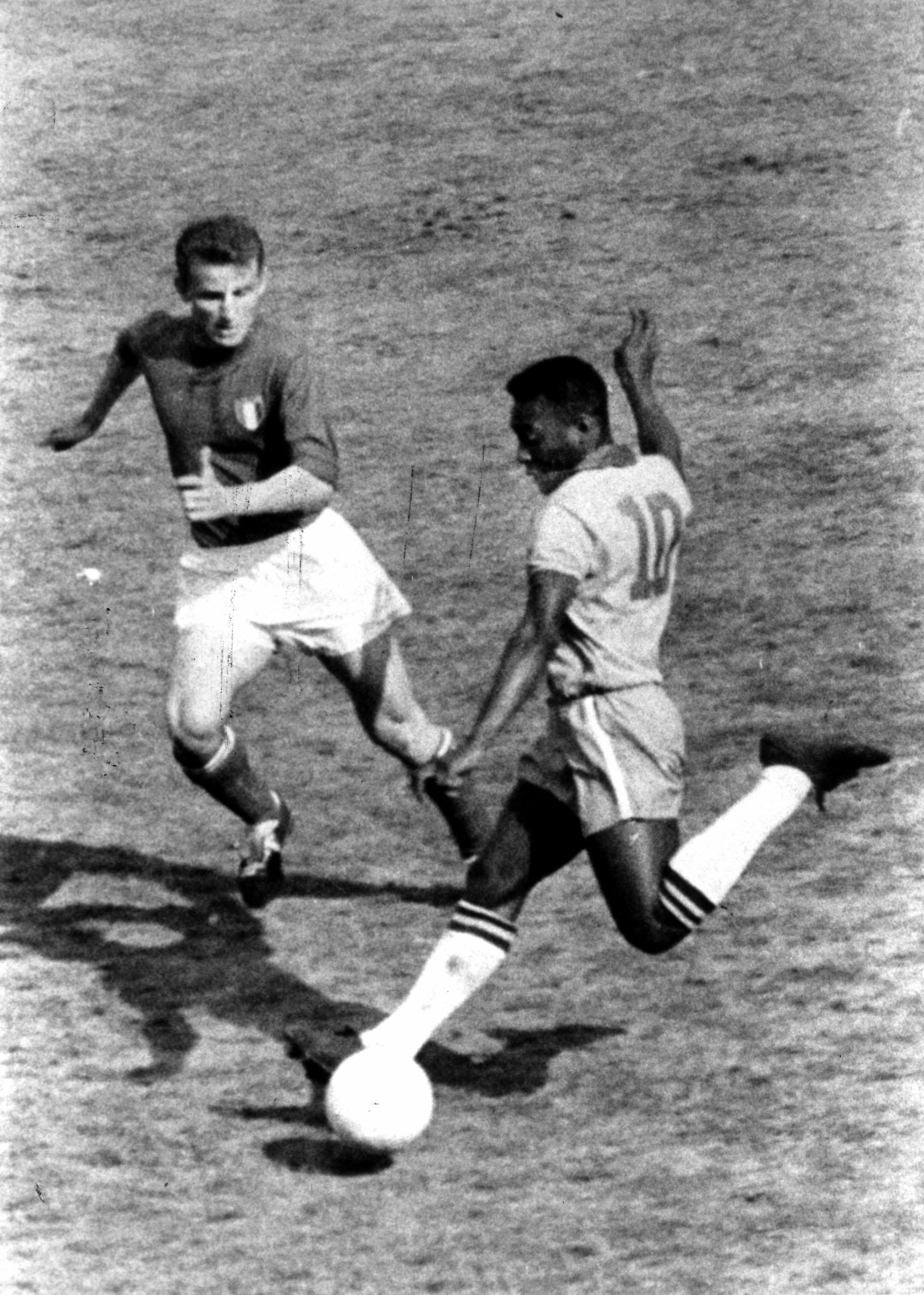
Pelé amb el Brasil enfrontant-se a l'italià Giovanni Trapattoni al San Siro de Milà el 1963.

Quan va començar el Mundial de 1962, Pelé era el jugador més ben valorat del món. En el primer partit de la Copa del Món de Xile de 1962, contra Mèxic, Pelé va assistir al primer gol i després va marcar el segon, després d'una carrera davant de quatre defenses, per pujar 2-0. Es va lesionar en el següent partit mentre intentava un tir de llarga distància contra Txecoslovàquia. Això el mantindria fora de la resta del torneig i va obligar a l'entrenador Aymoré Moreira a fer el seu únic canvi d'alineació del torneig. El substitut va ser Amarildo, que tingué un bon rendiment durant la resta del torneig. Tanmateix, va ser Garrincha qui prendria el protagonisme i portaria el Brasil al seu segon títol mundial, després de vèncer a Txecoslovàquia a la final de Santiago.

### Copa del Món del 1966
Pelé era el futbolista més famós del món durant la Copa del Món de 1966 d'Anglaterra, i el Brasil va presentar alguns campions del món com Garrincha, Gilmar i Djalma Santos amb la incorporació d'altres estreles com Jairzinho, Tostão i Gérson, fet que va generar grans expectatives per a l'equip. Brasil va ser eliminat a la primera volta, jugant només tres partits. El Mundial va estar marcat, entre altres coses, per les brutals faltes a Pelé que el van deixar lesionat pels defensors búlgars i portuguesos.
Pelé va marcar el primer gol d'un tir lliure contra Bulgària, convertint-se en el primer jugador a marcar en tres mundials consecutius, però a causa de la seua lesió, conseqüència d'un dur i persistent marcatge dels búlgars, es va perdre el segon partit contra Hongria. El seu entrenador va afirmar que després del primer partit va sentir que "tots els equips el cuidaran de la mateixa manera". Brasil va perdre aquell partit i Pelé, tot i que encara es recuperava, va ser convocat de nou per a l'últim partit crucial contra Portugal al Goodison Park de Liverpool pel tècnic brasiler Vicente Feola. Feola va canviar tota la defensa, fins i tot el porter, mentre que al mig del camp va tornar a la formació del primer partit. Durant el partit, el defensa portuguès João Morais va cometre una falta a Pelé, però no va ser expulsat per l'àrbitre George McCabe; una decisió vista retrospectivament com un dels pitjors errors arbitrals de la història de la Copa del Món. Pelé va haver de quedar-se al camp coixejant la resta del partit, ja que en aquell moment no es permetien substitucions. Brasil va perdre el partit contra el combinat portuguès, liderat per Eusébio, i com a conseqüència van quedar eliminats del torneig. Després d'aquell partit, va prometre que no tornaria a jugar mai més la Copa del Món, una decisió que després canviaria.

### Copa del Món del 1970

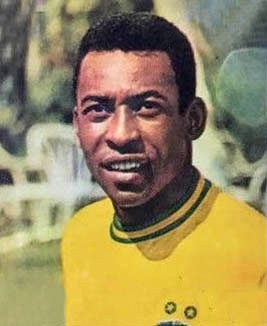
Cromo de Pelé de la sèrie Mexico 70, publicat per Panini.

Pelé va ser convocat a la selecció a principis de 1969, al principi es va negar, però després va acceptar i va jugar sis partits de classificació per al Mundial, marcant sis gols. S'esperava que el Mundial de Mèxic de 1970 fóra l'últim de Pelé. La selecció del Brasil va presentar grans canvis amb relació a la convocatòria de 1966. Jugadors com Garrincha, Nilton Santos, Valdir Pereira, Djalma Santos i Gilmar ja s'havien retirat. No obstant això, la selecció brasilera de la Copa del Món de 1970, que incloïa jugadors com Pelé, Rivelino, Jairzinho, Gérson, Carlos Alberto Torres, Tostão i Clodoaldo, sovint es considera el millor equip de futbol de la història.
La davantera de cinc, amb Jairzinho, Pelé, Gerson, Tostão i Rivelino va crear un impuls ofensiu, amb Pelé tenint un paper central en el camí del Brasil a la final. Tots els partits del Brasil al torneig (excepte la final) es van jugar a Guadalajara, i en el primer partit contra Txecoslovàquia, Pelé va donar al Brasil un avantatge de 2–1, controlant la passada llarga de Gerson amb el pit i després anotant. En aquell partit, Pelé va intentar llançar una vaselina al porter Ivo Viktor des del mig camp, però va fallar per poc, enviant la pilota fora de la porteria txecoslovaca. El Brasil va guanyar el partit per 4–1. A la primera meitat del partit contra Anglaterra, Pelé quasi marca amb un cop de cap que va parar el porter anglès Gordon Banks. Pelé va recordar que ja cridava "Gol" quan va dirigir la pilota de cap. Sovint s'anomenava "la parada del segle". A la segona part, va controlar una centrada de Tostão abans de llançar la pilota a Jairzinho que feu l'únic gol de l'encontre.

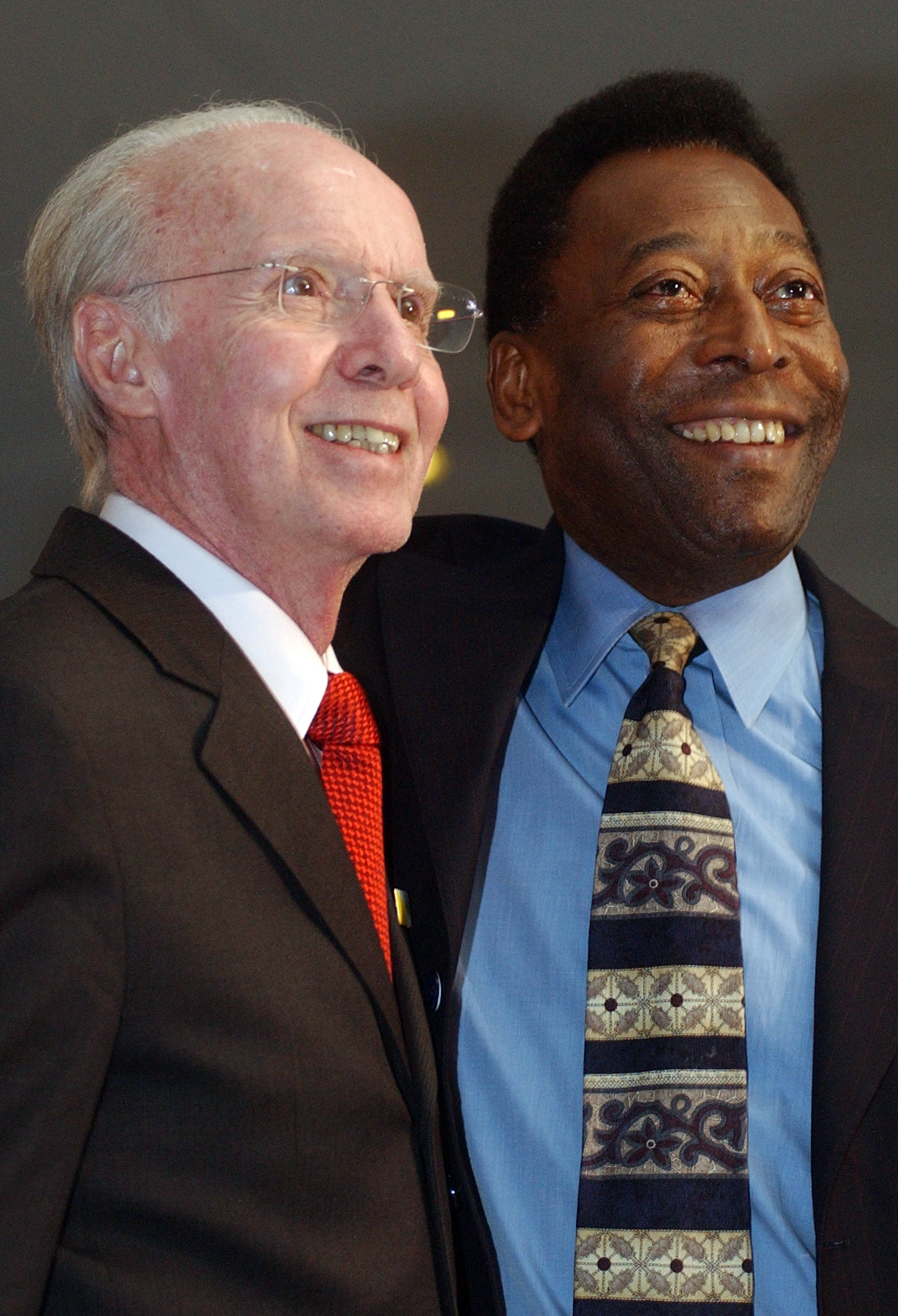
Mário Zagallo, entrenador del Brasil de 1970, amb Pelé el 2008. Zagallo va dir de Pelé: "Un xicon a Suècia [Copa del Món 1958] va donar mostres de geni, i a Mèxic [Copa del Món 1970] va complir tota aquella promesa i va tancar el llibre amb una clau d'or. I vaig tindre el privilegi de vore-ho tot de prop."

Contra Romania, Pelé va marcar dos gols, destacant un tir lliure des de 20 iardes, que va permetre que el Brasil s'imposara per 3–2. En els quarts de final contra el Perú, el Brasil va guanyar 4–2, amb Pelé assistint a Tostão per al tercer gol del Brasil. A la semifinal, el Brasil es va enfrontar a l'Uruguai per primera vegada des del partit de la ronda final de la Copa del Món de 1950. Jairzinho va posar el Brasil per davant per 2-1 i Pelé va assistir a Rivelino per 3-1. Durant aquell partit, Pelé va fer una de les seues jugades més famoses. Tostão va passar la pilota a Pelé, cosa que el porter de l'Uruguai Ladislao Mazurkiewicz va preveure i va córrer fora de la seua línia per aconseguir la pilota abans que Pelé. No obstant això, Pelé va arribar primer i va enganyar a Mazurkiewicz amb una finta en no tocar la pilota, fent que rodara cap a l'esquerra dels porters, mentre que Pelé va anar cap a la dreta de Mazurkiewicz. Pelé va córrer al voltant del porter per recuperar la pilota i va fer un xut mentre girava cap a la porteria, però va girar en excés quan rematava, i la pilota es va desviar per poc del pal llunyà.
El Brasil es va enfrontar a Itàlia a la final a l'estadi Azteca de Ciutat de Mèxic. Pelé va marcar el primer gol amb un cop de cap després de superar el defensa italià Tarcisio Burgnich. El gol número 100 del Brasil a la Copa del Món, i més concretament la imatge del salt d'alegria de Pelé als braços del seu company d'equip Jairzinho en celebrar el gol és considerat com un dels moments més emblemàtics de la història de la Copa del Món. Després va fer assistències per al tercer gol del Brasil, marcat per Jairzinho, i el quart, realitzat per Carlos Alberto. L'últim gol del partit sovint es considera el millor gol d'equip de tots els temps perquè implicava tots els jugadors de camp de l'equip menys dos. La jugada va culminar després que Pelé fera una passada cega que va entrar a la trajectòria de carrera de Carlos Alberto, qui arribava corrents per darrere i colpejà la pilota per a marcar. Brasil va guanyar el partit per 4–1, mantenint el Trofeu Jules Rimet indefinidament, i Pelé va rebre la Pilota d'Or com a jugador del torneig. Burgnich, que va marcar Pelé durant la final, va ser citat dient: "Em vaig dir a mi mateix abans del partit, està fet de pell i ossos com tots els altres. – però em vaig equivocar". Pel que fa als seus gols i assistències durant el Mundial de 1970, Pelé va ser el responsable directe del 53% dels gols del Brasil durant tot el torneig.
L'últim partit internacional de Pelé va ser el 18 de juliol de 1971 contra Iugoslàvia, a Rio de Janeiro. Amb Pelé al camp, el balanç de la selecció brasilera era de 67 victòries, 14 empats i 11derrotes. Brasil no va perdre mai cap partit mentre jugava amb Pelé i Garrincha.

## Estil de joc

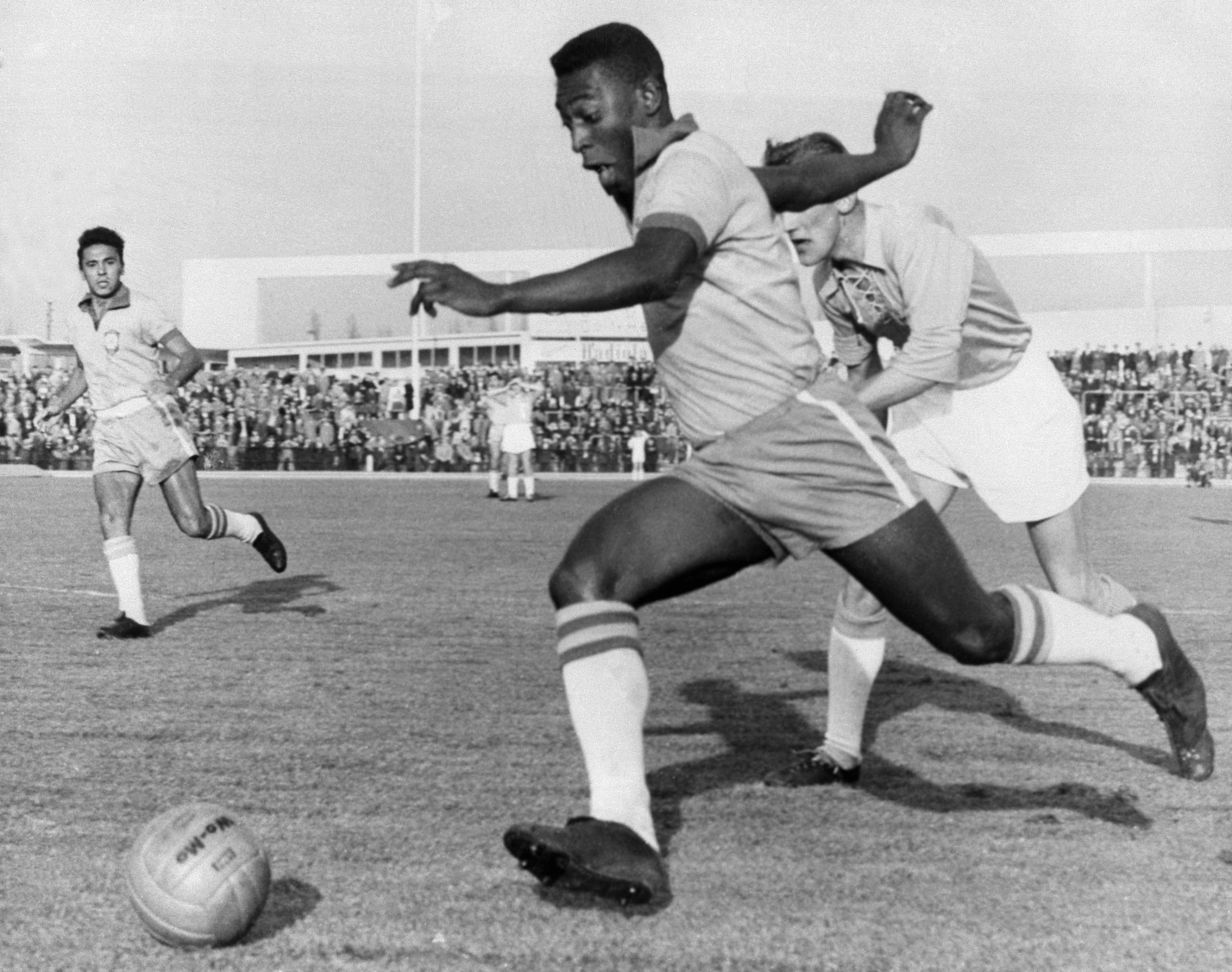
Pelé driblant per davant d'un defensor mentre jugava al Brasil, maig de 1960.

Pelé també és reconegut per vincular l'expressió "The Beautiful Game" amb el futbol. Golejador prolífic, va ser conegut per la seua capacitat d'anticipar-se als rivals a l'àrea i acabar les ocasions amb un xut precís i potent amb qualsevol peu. Pelé també era un jugador d'equip treballador i un davanter complet, amb una visió i una intel·ligència excepcionals, reconegut per la seua precisió de passada i la capacitat de vincular-se amb els companys i oferir-los assistències.
Als inicis de la seua carrera, va jugar en diverses posicions d'atac. Tot i que normalment actuava dins de l'àrea de penal com a davanter principal o davanter centre, la seua àmplia gamma d'habilitats també li va permetre jugar en un paper més retirat, com a davanter interior o segon davanter, o com exterior. En la seua carrera posterior, va assumir un paper de joc més profund darrere dels davanters, sovint funcionant com a migcampista ofensiu. L'estil de joc únic de Pelé combinava velocitat, creativitat i habilitat tècnica amb potència física, resistència i atletisme. La seua excel·lent tècnica, equilibri, talent, agilitat i habilitats de dribbling li van permetre vèncer als oponents amb la pilota, i sovint el veia utilitzar canvis bruscos de direcció i fintes elaborades per superar jugadors, com el seu moviment característic, el drible da vaca. Un altre dels seus moviments característics va ser la paradinha.
Tot i la seua estatura relativament escasa, 1.73 metres (5 ft 8 in), va destacar en el joc aeri, a causa de la seua precisió de cap, el temps i l'elevació. Conegut pels seus xuts amb efecte, també va ser un precís llançador de tirs lliures i de penals, tot i que sovint s'abstenia de xutar penals, afirmant que creia que era una manera covarda de marcar.
Pelé també era conegut per ser un jugador just i molt influent, que va destacar pel seu lideratge carismàtic i esportivitat al camp. La seua càlida abraçada amb Bobby Moore després del partit del Brasil contra Anglaterra a la Copa del Món de 1970 es veu com l'encarnació de l'esportivitat, amb The New York Times afirmant que la imatge "captava el respecte que dos grans jugadors tenien l'un per l'altre. Mentre s'intercanviaven samarretes, tocs i mirades, l'esportivitat entre ells queda reflectida a la imatge. Sense regodeig, ni triomfalisme de Pelé. Cap desesperació, cap derrotisme per part de Bobby Moore." Pelé també es va guanyar la fama de ser sovint un jugador decisiu per als seus equips, per la seua tendència a marcar gols crucials en partits importants.

## Llegat

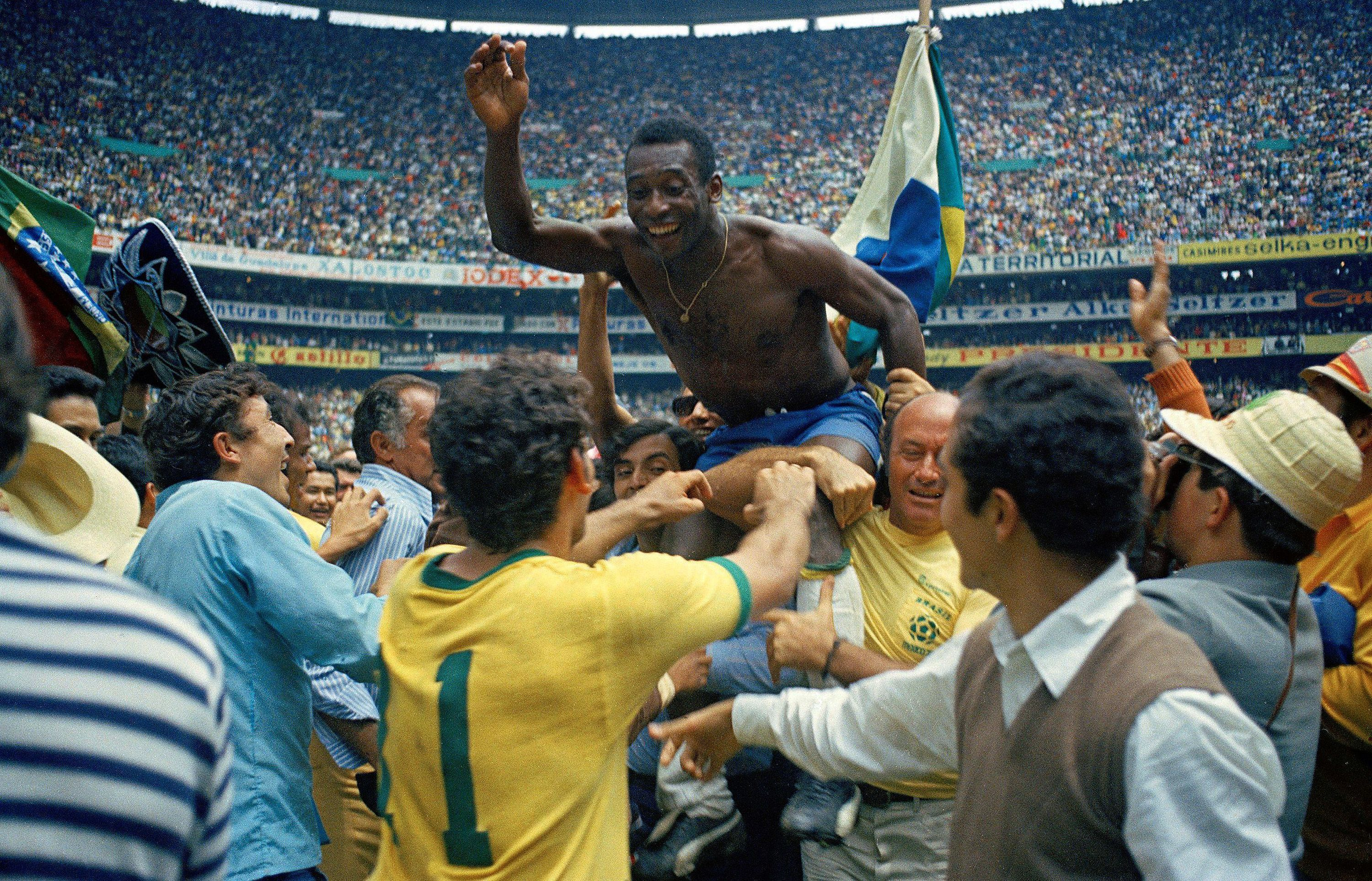
Pelé és alçat després de guanyar la final de la Copa del Món de 1970. És l'únic jugador que ha guanyat tres Mundials.

Entre les figures esportives més reeixides i populars del segle xx, Pelé és un dels jugadors més lloats de la història del futbol i sovint ha estat classificat com el millor jugador de la història. Arran de la seua aparició al Mundial de 1958 va rebre el sobrenom d' O Rei ("El Rei"). Entre els seus contemporanis, l'estrella holandesa Johan Cruyff va afirmar: "Pelé va ser l'únic futbolista que va superar els límits de la lògica". El capità brasiler, guanyador de la Copa del Món de 1970, Carlos Alberto Torres, va afirmar: "El seu gran secret era la improvisació. Les coses que va fer van ser en un moment. Tenia una percepció extraordinària del joc." Segons Tostão, el seu company en l'atac brasiler a la Copa del Món de 1970: "Pelé va ser el més gran, simplement era impecable. I fora del terreny de joc sempre està somrient i optimista. Mai el veus de mal humor. Li encanta ser Pelé." Altre company brasiler, Clodoaldo, va comentar l'adulació que va presenciar: “En alguns països el volien tocar, en alguns el volien fer un petó. En altres fins i tot besaven el terra per on caminava. Vaig pensar que era bonic, simplement bonic." Segons Franz Beckenbauer, el capità guanyador de la Copa del Món de 1974 amb Alemanya Occidental: Pelé és el millor jugador de tots els temps. Va regnar suprem durant 20 anys. No hi ha ningú a qui comparar-lo."
Ferenc Puskás, exestrella del Reial Madrid i Hongria, va declarar: "El jugador més gran de la història va ser Di Stéfano. Em negue a classificar Pelé com a jugador. Ell estava per damunt d'això." Just Fontaine, davanter francés i màxim golejador de la Copa del Món de 1958 va dir: "Quan vaig vore jugar a Pelé, em va fer sentir que havia de penjar les botes". El capità d'Anglaterra, guanyador de la Copa del Món de la FIFA del 1966, Bobby Moore, va comentar: "Pelé va ser el jugador més complet que he vist mai, ho tenia tot. Dos bons peus. Màgia a l'aire. Ràpid. Potent. Podria vèncer la gent amb habilitat. Podria superar la gent. Només cinc peus i huit polzades d'alçada, però semblava un esportista gegant al camp. Equilibri perfecte i visió impossible. Era el més gran perquè podia fer qualsevol cosa i tot en un camp de futbol. Recorde que a l'entrenador Saldanha li va preguntar un periodista brasiler que era el millor porter de la seua plantilla. Va dir Pelé. L'home podia jugar en qualsevol posició". L'antic davanter del Manchester United i membre de l'equip d'Anglaterra guanyador de la Copa del Món de la FIFA 1966, Sir Bobby Charlton, va declarar: "De vegades sent com si el futbol s'haguera inventat per a aquell jugador màgic". Durant la Copa del Món de 1970, quan al defensor del Manchester United Paddy Crerand (que formava part de l'equip d'ITV) se li va preguntar: "Com s'escriu Pelé?", va respondre: "Fàcil: G-O-D (Déu)".

### Reconeixements

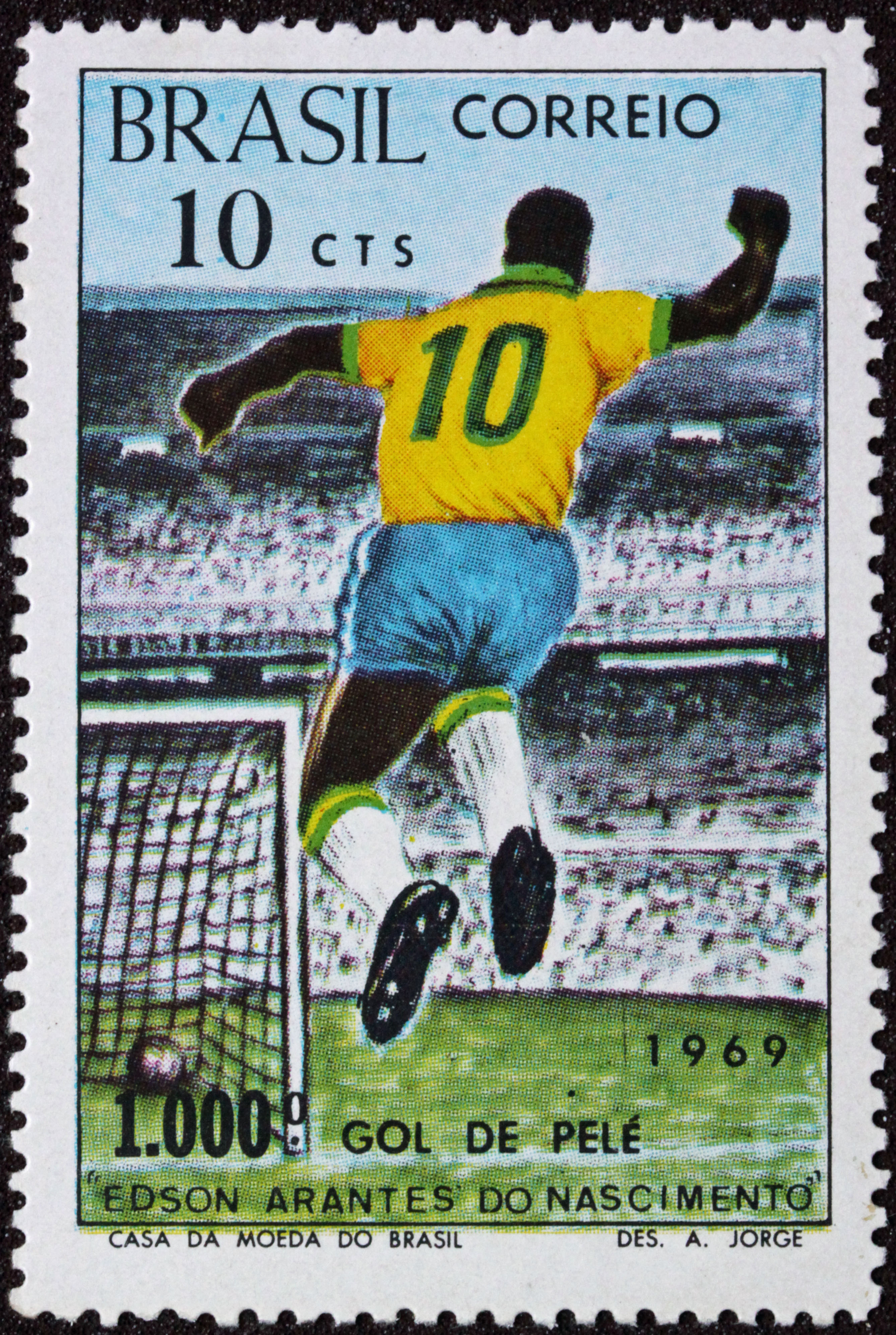
Segell postal del Brasil de 1969 que commemora el gol número 1.000 de Pelé.

Des que es va retirar, Pelé va continuar sent elogiat per jugadors, entrenadors, periodistes i altres. El migcampista ofensiu brasiler Zico, que va representar el Brasil a les Copes del Món de Futbol del 1978, 1982 i 1986, va declarar: "El debat sobre el jugador del segle és absurd. Només hi ha una resposta possible: Pelé. És el millor jugador de tots els temps, i per certa distància, podria dir". El tres vegades guanyador de la Pilota d'Or Michel Platini va dir: "Hi ha Pelé l'home, i després Pelé el jugador. I jugar com Pelé és jugar com Déu." Diego Maradona, jugador del segle de la FIFA, juntament amb Pelé, amb qui històricament se'l compara, va afirmar: "Llàstima que mai no ens vam dur bé, però era un jugador fantàstic". El prolífic davanter brasiler Romário, guanyador de la Copa del Món de la FIFA 1994 i jugador del torneig, va remarcar: "És inevitable que admire a Pelé. Ell és com un Déu per a nosaltres". El cinc vegades guanyador de la Pilota d'Or de la FIFA, Cristiano Ronaldo, va dir: "Pelé és el jugador més gran de la història del futbol, i només hi haurà un Pelé", mentre que José Mourinho, entrenador dos vegades guanyador de la Lliga de Campions de la UEFA, va comentar: "Crec que ell és futbol. Ell és el vertader Special One: el senyor Pelé." El president d'honor del Reial Madrid i exjugador, Alfredo Di Stéfano, va opinar: "El millor jugador de la història? Pelé. Lionel Messi i Cristiano Ronaldo són tots dos grans jugadors amb qualitats específiques, però Pelé va ser millor".

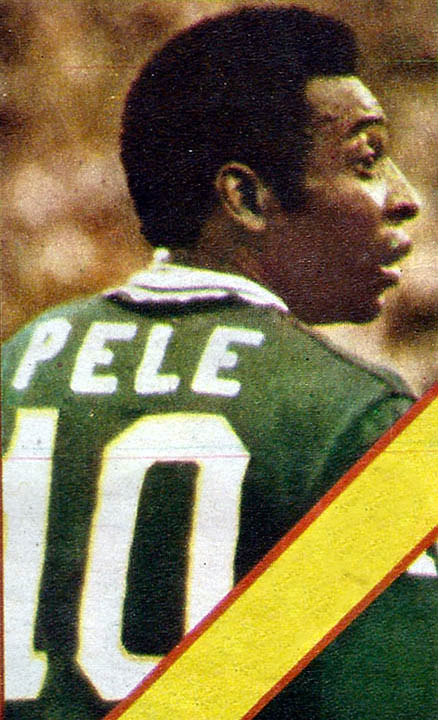
Pelé amb la samarreta del Cosmos amb el núm. 10. El número va ser retirat en el seu honor.

L'expresident de Sud-àfrica, Nelson Mandela, va dir d'ell en la gala on va rebre el guardó Laureus Lifetime Achievement Award "Vore'l jugar era vore el plaer d'un xiquet combinat amb l'extraordinària gràcia d'un home en ple." El polític estatunidenc Henry Kissinger va dir: "El rendiment a un alt nivell en qualsevol esport és superar l'escala humana normal. Però l'actuació de Pelé va transcendir la de l'estrela normal en la mesura que l'estrela supera l'actuació ordinària." Després que un periodista li preguntara si la seua fama es comparava amb la de Jesús, Pelé va fer broma: "Hi ha parts del món on Jesucrist no és tan conegut." L'artista Andy Warhol (que va pintar un retrat de Pelé) també va bromejar: "Pelé va ser un dels pocs que va contradir la meua teoria: en comptes de 15 minuts de fama, tindrà 15 segles". Barney Ronay, escrivint per a The Guardian, va afirmar: "El que és segur és que Pelé va inventar este joc, la idea del superestrellat esportiu global individual, i d'una manera que ara és irrepetible."
L'any 2000, la Federació Internacional d'Història i Estadístiques del Futbol (IFFHS) va votar Pelé com el Jugador Mundial del Segle. El 1999, el Comitè Olímpic Internacional el va escollir l'atleta del segle i la revista Time va nomenar Pelé com una de les 100 persones més importants del segle XX. Durant els seu periode en actiu, Pelé va ser durant un temps l'esportista més ben pagat del món. El "joc electrizant i l'afició als gols espectaculars" de Pelé el van convertir en una estrella arreu del món. Per aprofitar al màxim la seua popularitat, els equips on va jugar van fer gires internacionals. Durant la seua carrera, va ser conegut com "La Perla Negra" (A Pérola Negra), "El Rei del Futbol" (O Rei do Futebol), "El Rei Pelé" (O Rei Pelé) o simplement "El Rei" (O Rei). L'any 2014, la ciutat de Santos va inaugurar el museu Pelé, que mostra una col·lecció de 2.400 peces de records de Pelé. Es van invertir uns 22 milions de dòlars en la construcció del museu, allotjat en una mansió del segle xix.

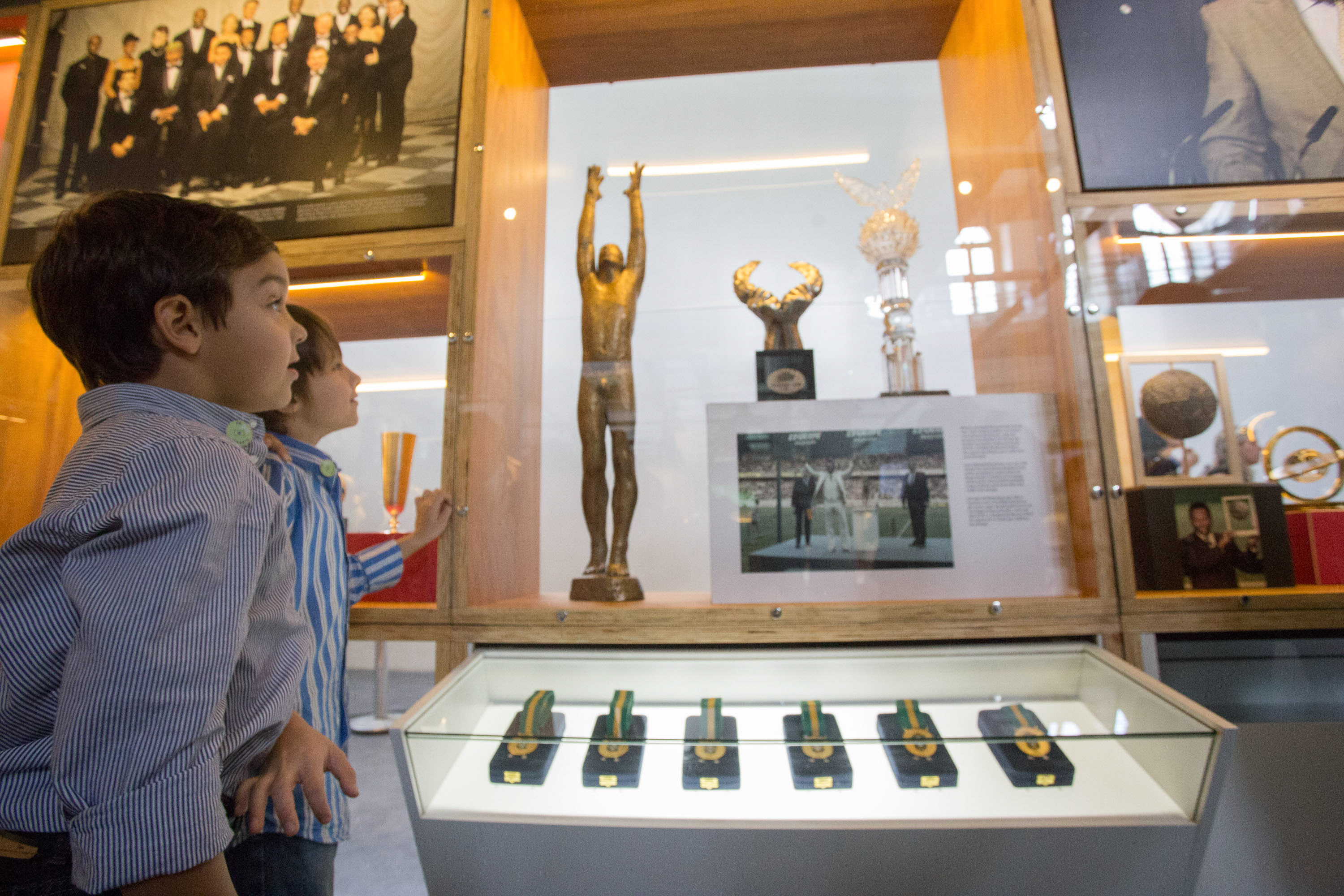
Joves visitants al Museu Pelé, inaugurat el 2014, a Santos, Brasil.

El gener de 2014, Pelé va rebre el primer Premi d'Honor de la Pilota d'Or de la FIFA com a reconeixement de l'òrgan rector mundial de l'esport per la seua contribució al futbol mundial. Després de canviar les regles el 1995, France Football va fer una anàlisi exhaustiva el 2015 dels jugadors que haurien guanyat el premi des del 1956, l'any que va començar el premi de la Pilota d'Or, si les regles del guardó els ho hagueren permés. L'estudi va revelar que Pelé hauria rebut el premi set vegades, un rècord fins aleshores (Ballon d'or: Le nouveau palmarès). Els destinataris originals, però, romanen sense canvis. El 2020, Pelé va ser nomenat al Dream Team de la Pilota d'Or, el millor onze de tots els temps.Segons la RSSSF, Pelé és un dels golejadors més reeixits del món, marcant 538 gols a la lliga, un total de 775 en 840 partits oficials i un total de 1.301 gols en 1.390 aparicions durant la seua carrera professional professional. que incloïa amistosos i partits de gira. Està classificat entre els màxims golejadors de la història del futbol tant en partits oficials com en totals. Després de la seua retirada el 1977, va jugar huit partits d'exhibició i va marcar tres gols.

### Vida personal

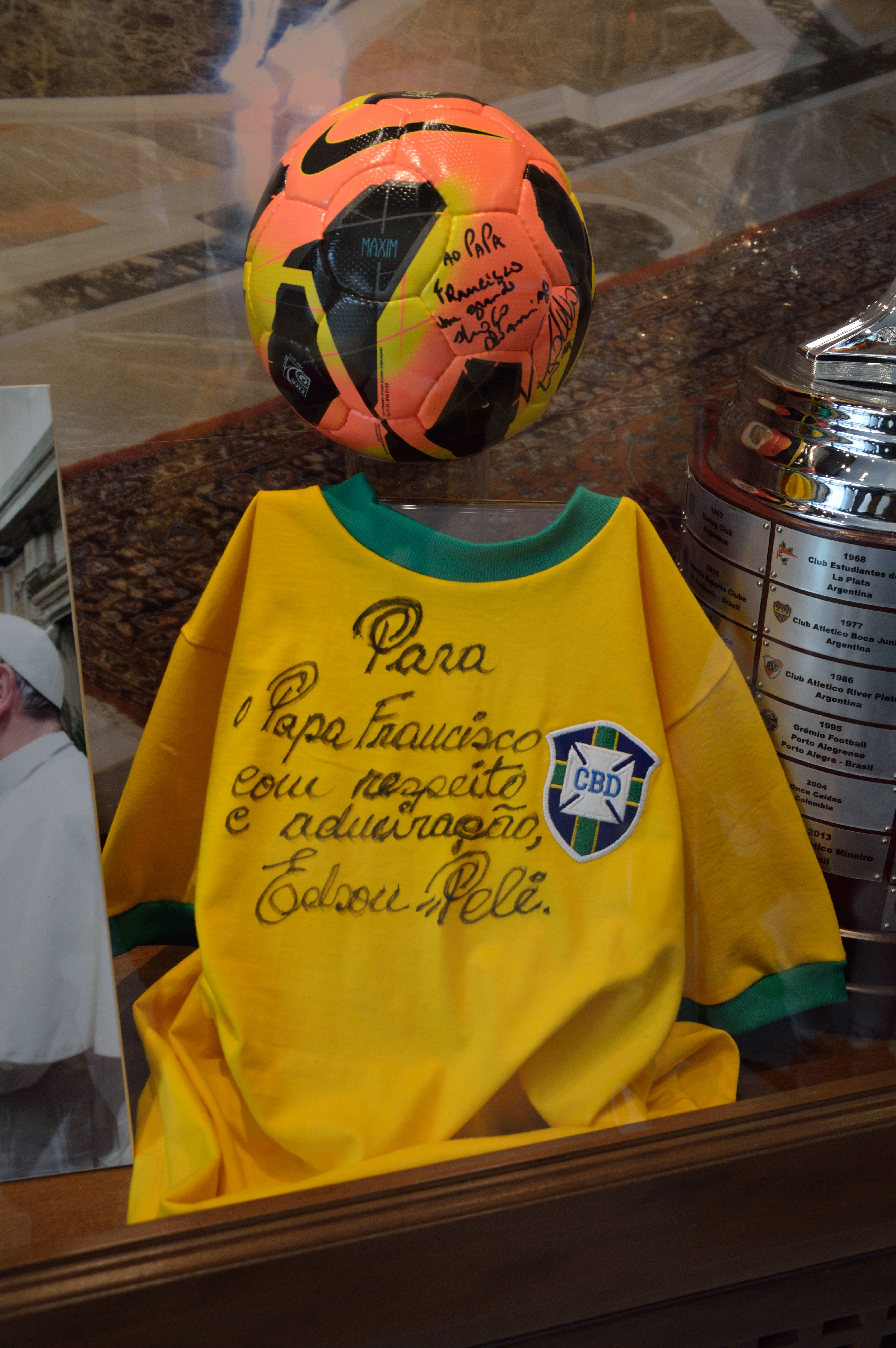
Una samarreta signada i donada per Pelé al Papa Francesc.

Pelé s'ha casat tres vegades, ha tingut diverses aventures, i ha tingut diversos fills.
El 21 de febrer de 1966, Pelé es va casar amb Rosemeri dos Reis Cholbi. Van tindre dos filles i un fill: Kelly Cristina (nascuda el 13 de gener de 1967), que es va casar amb el doctor Arthur DeLuca, Jennifer (n. 1978), i el seu fill Edson ("Edinho", n. 27 d'agost de 1970). La parella es va divorciar el 1982. El maig de 2014, Edinho va ser empresonat durant 33 anys per blanquejar diners del narcotràfic. En apel·lació, la pena es va reduir a 12 anys i 10 mesos.
De 1981 a 1986, Pelé va estar vinculada sentimentalment amb la presentadora de televisió Xuxa, i va influir en el llançament de la seua carrera. Tenia 17 anys quan van començar a eixir. L'abril de 1994, Pelé es va casar amb la psicòloga i cantant de gospel Assíria Lemos Seixas, que va donar a llum el 28 de setembre de 1996 als bessons Joshua i Celeste mitjançant tractaments de fertilitat. La parella es va divorciar el 2008.
Pelé tingué almenys dos fills més d'anteriors relacions. Sandra Machado, que va nàixer d'una aventura que Pelé tingué l'any 1964 amb una criada de casa, Anizia Machado, va lluitar durant anys perquè Pelé la reconeguera, ja que es va negar a sotmetre's a les proves d'ADN. Pelé finalment va renunciar després que una prova d'ADN ordenada pel tribunal demostrara que era la seua filla; Machado va morir de càncer el 2006. Pelé també va tindre una altra filla, Flávia Kurtz, en una relació extramatrimonial el 1968 amb la periodista Lenita Kurtz.
Als 73 anys, Pelé va anunciar la seua intenció de casar-se amb Marcia Aoki, de 41 anys, una importadora japonesa-brasilera d'equips mèdics de Penápolis, São Paulo, amb qui havia eixit des del 2010. Es van conèixer per primera vegada a mitjans de la dècada de 1980 a Nova York, abans de tornar a reunir-se el 2008. Es van casar el juliol de 2016.

### Política

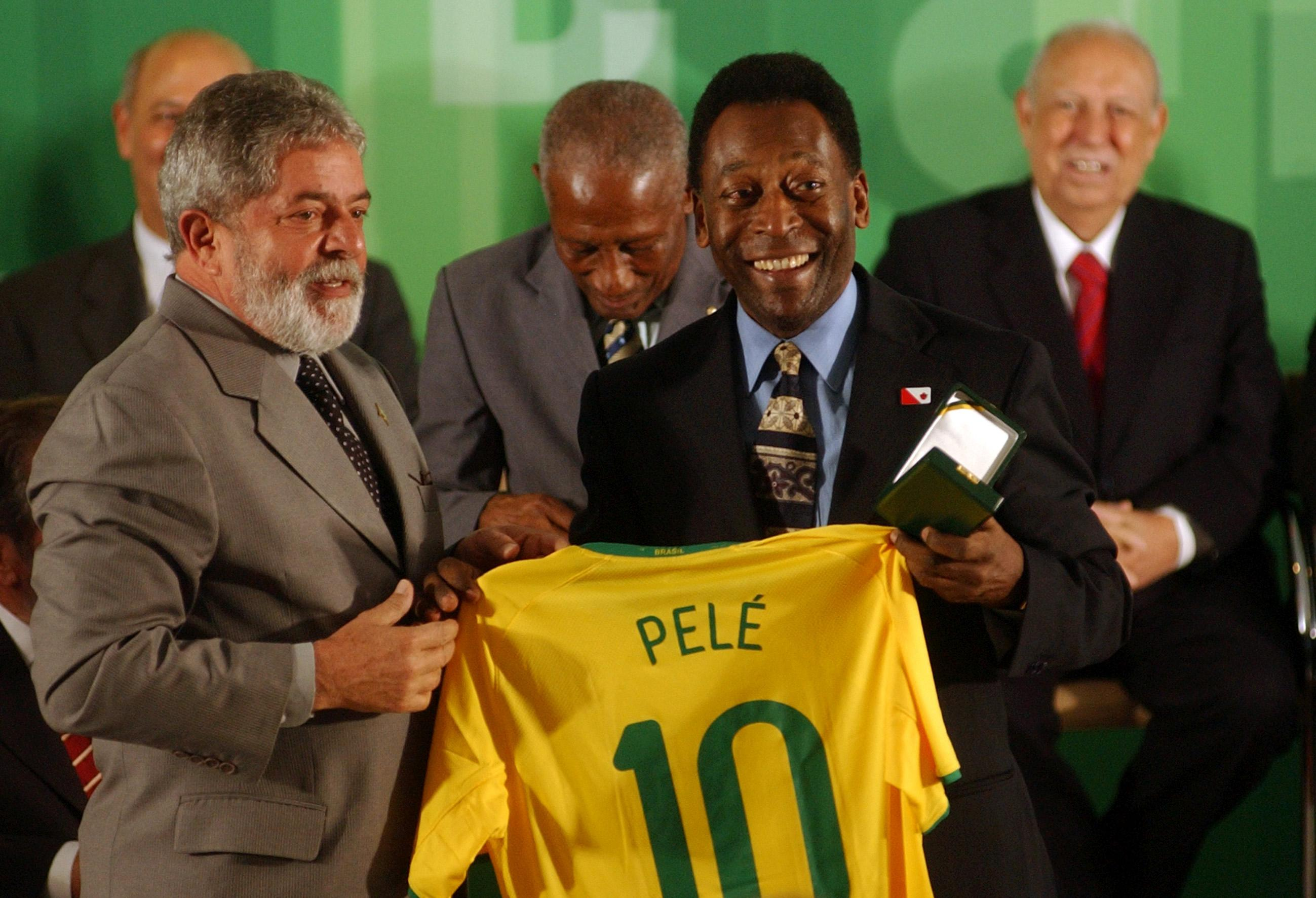
El president del Brasil, Lula i Pelé, en commemoració dels 50 anys des del primer títol de la Copa del Món guanyat pel Brasil el 1958, al Palácio do Planalto, 2008.

El 1970, Pelé va ser investigat per la dictadura militar brasilera per presumptes simpaties d'esquerres. Documents desclassificats mostraven que Pelé va ser investigat després de rebre un manifest demanant l'alliberament dels presos polítics. El mateix Pelé no es va implicar més en les lluites polítiques del país.
El 1976, Pelé estava en un viatge patrocinat per Pepsi a Lagos, Nigèria, quan va tindre lloc l'intent de cop militar d'aquell any. Pelé va quedar atrapat en un hotel juntament amb Arthur Ashe i altres professionals del tennis, que estaven participant en el Lagos WCT de 1976, que fou interromput. Pelé i la seua tripulació finalment van abandonar l'hotel per allotjar-se a la residència de l'ambaixador del Brasil, ja que no van poder sortir del país durant un parell de dies. Més tard es va obrir l'aeroport i Pelé va marxar del país disfressat de pilot.
El juny de 2013, va ser criticat a l'opinió pública per les seues opinions conservadores. Durant les protestes de 2013 al Brasil, Pelé va demanar que la gent "oblidara les manifestacions" i recolzara la selecció del Brasil.
L'1 de juny de 2022, Pelé va publicar una carta oberta al president de Rússia Vladimir Putin al seu compte d'Instagram, en la qual feia una súplica pública per aturar la "malvada" i "injustificada" invasió russa d'Ucraïna.

### Salut

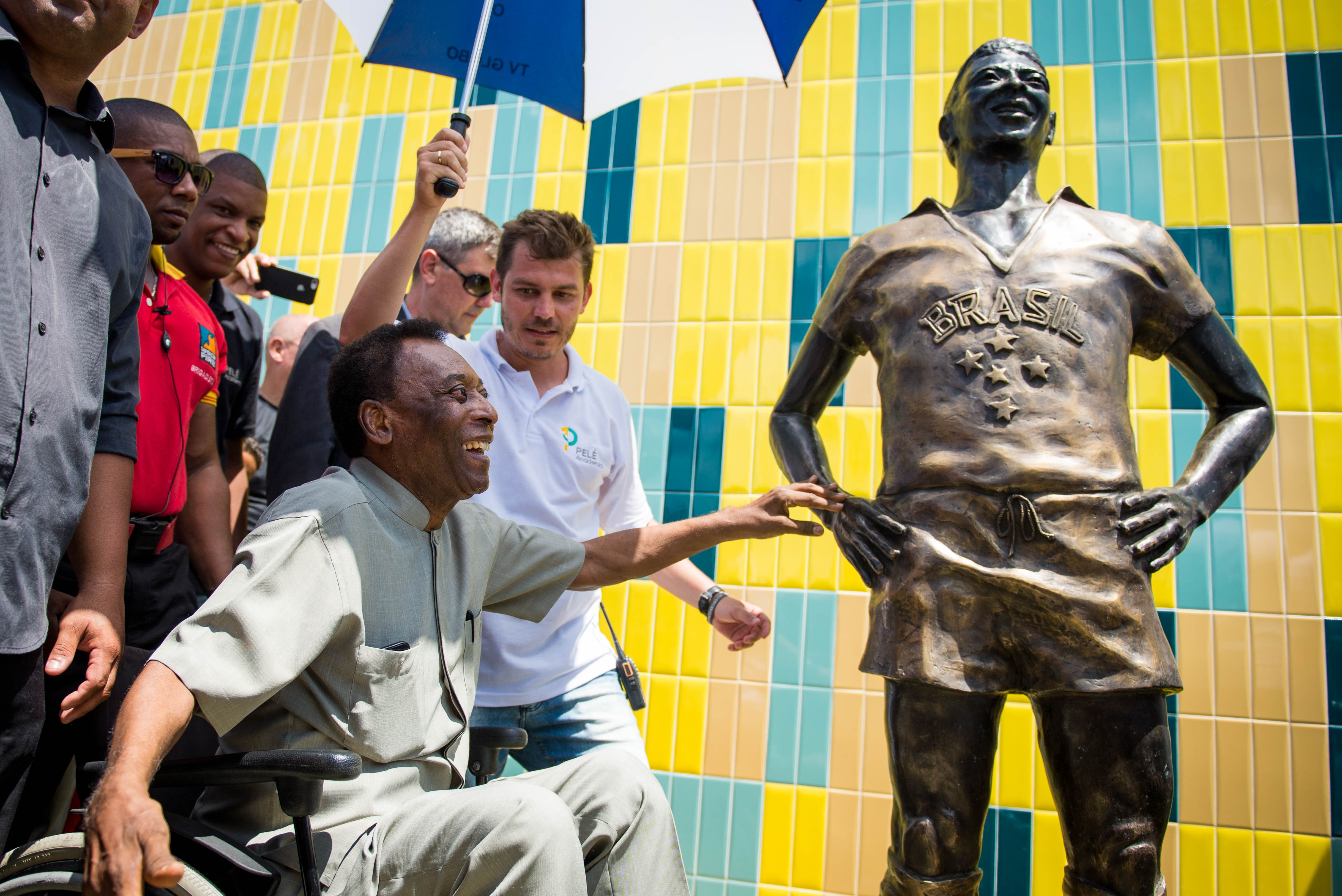
Pelé en cadira de rodes el 2018 a la inauguració de la seua estàtua a Rio de Janeiro.

L'any 1977, els mitjans brasilers van informar que a Pelé li havien extirpar el ronyó dret. El novembre de 2012, Pelé es va sotmetre a una operació de maluc amb èxit. El desembre de 2017, Pelé va aparèixer en cadira de rodes al sorteig de la Copa del Món de 2018 a Moscou, on es va fotografiar amb el president rus Vladimir Putin i Diego Maradona. Un mes després es va desplomar per l'esgotament i va ser traslladat a l'hospital. L'any 2019, després d'una hospitalització a causa d'una infecció del tracte urinari, Pelé es va sotmetre a una intervenció quirúrgica per extirpar càlculs renals. El febrer de 2020, el seu fill Edinho va informar que Pelé no podia caminar de manera independent i es resistia a eixir de casa, atribuint la seua condició a la manca de rehabilitació després de la seua operació de maluc.
El setembre de 2021, Pelé es va operar per extirpar un tumor al costat dret del còlon. Tot i que la seua filla gran Kely va declarar que "estava bé", segons els informes, va ser readmès a cures intensives uns dies després, abans de ser donat d'alta finalment el 30 de setembre de 2021 per començar la quimioteràpia. El novembre de 2022, ESPN Brasil va informar que Pelé havia estat traslladat a l'hospital amb "inflor general", juntament amb problemes cardíacs i preocupacions perquè el seu tractament de quimioteràpia no tingués l'efecte esperat; la seua filla Kely va declarar que "no hi havia cap emergència". El desembre de 2022 l'hospital on estava atès Pelé (Hospital Israelita Albert Einstein), va declarar que el seu tumor havia avançat i necessitava "més cures relacionades amb les disfuncions renals i cardíaques".

### Religió
Catòlic practicant, Pelé va donar una samarreta signada al papa Francesc. Juntament amb una pilota signada de Ronaldo, es troba en un dels Museus Vaticans.

### Vida personal
Pelé fou conegut per referir-se sovint a si mateix en tercera persona.

### Després del futbol

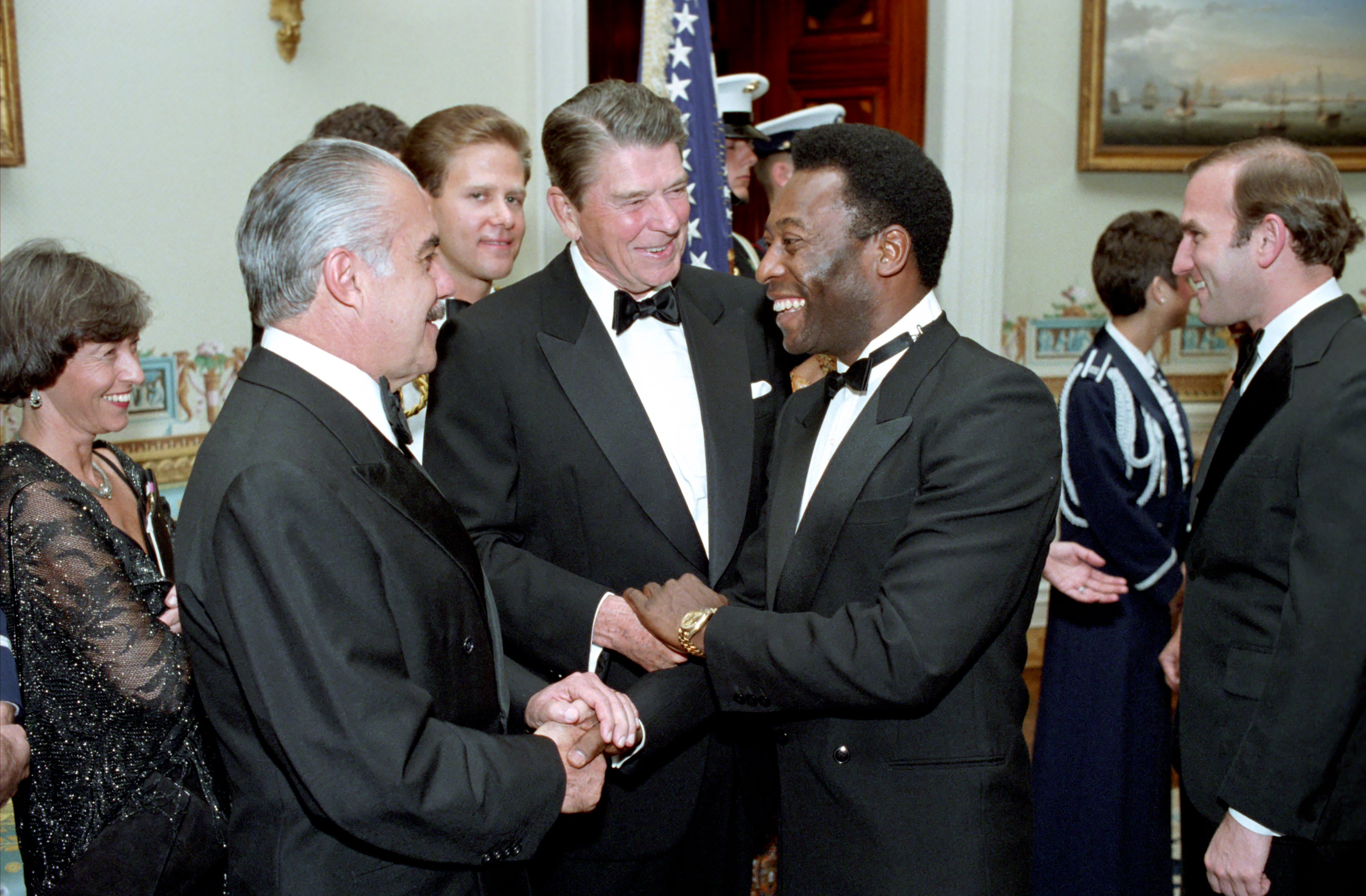
Pelé a la Casa Blanca el 10 de setembre de 1986, amb el president dels Estats Units Ronald Reagan i el president del Brasil José Sarney.

El 1994, Pelé va ser nomenat ambaixador de bona voluntat de la UNESCO. El 1995, el president brasiler Fernando Henrique Cardoso va nomenar Pelé al càrrec de ministre extraordinari de l'Esport. Durant aquell període va proposar una legislació per reduir la corrupció en el futbol brasiler, que es va conèixer com la "llei Pelé". El president brasiler va eliminar el càrrec de ministre d'Esports el 1998. L'any 2001, Pelé va ser acusat de participar en un escàndol de corrupció que va robar 700.000 dòlars a UNICEF. Es va afirmar que els diners donats a l'empresa de Pelé per la celebració d'un partit benèfic, no van ser retornats després de ser cancel·lat, tot i que no es va demostrar res, i va ser denegat per UNICEF. El 1997, va rebre el títol de cavaller honorari de la reina Isabel II en una cerimònia al palau de Buckingham. Pelé també va ajudar a inaugurar les finals de la Copa del Món de la FIFA 2006, al costat de la supermodel Claudia Schiffer.

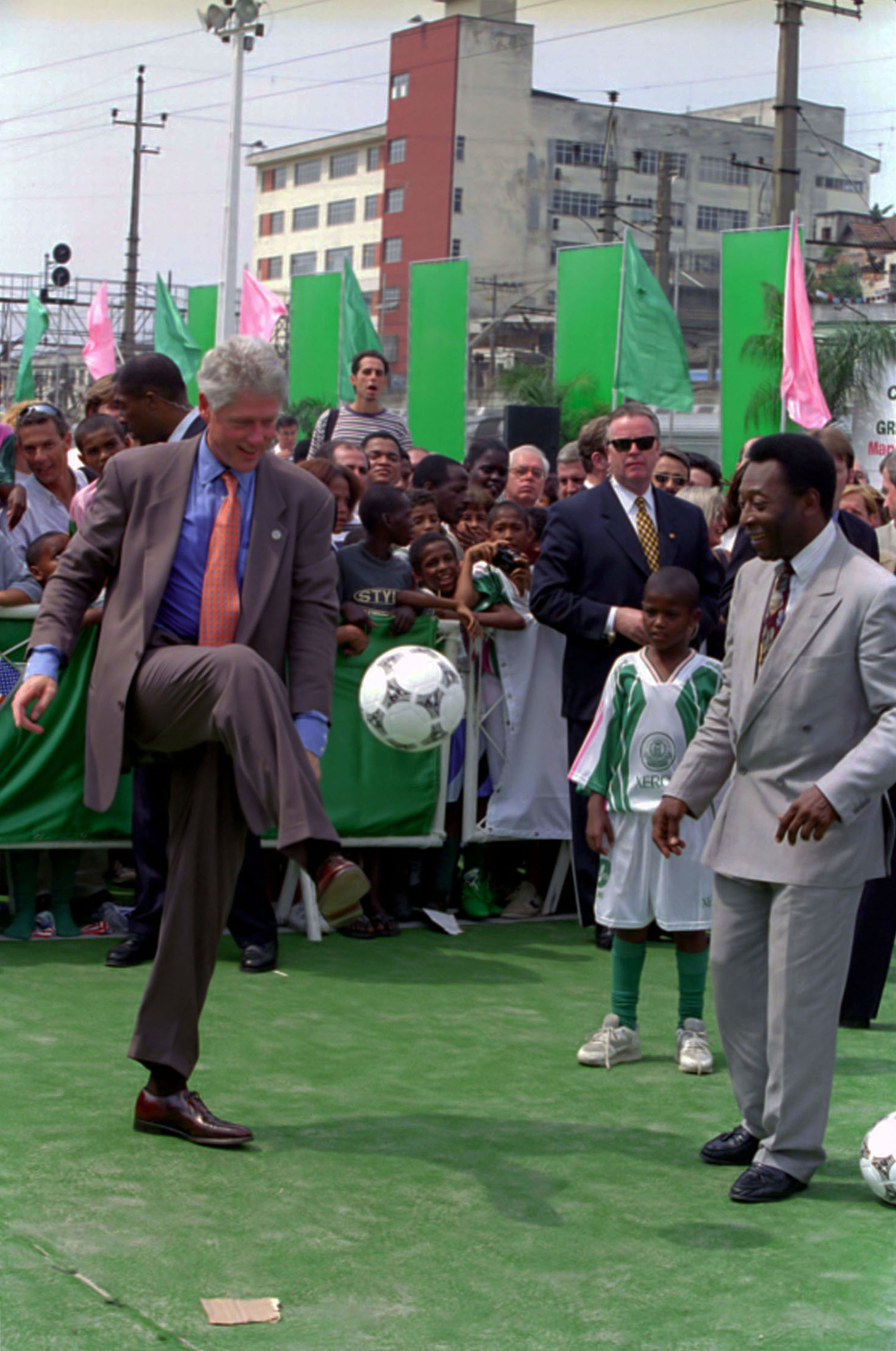
Pelé, ministre extraordinari d'Esports del Brasil, amb el president dels Estats Units Bill Clinton a Rio de Janeiro, 15 d'octubre de 1997.

El 1993, Pelé va acusar públicament l'administrador del futbol brasiler Ricardo Teixeira de corrupció després que la companyia de televisió de Pelé fóra rebutjada en un concurs per als drets nacionals brasilers a la Copa del Món de 1994. Les acusacions de Pelé van portar a una baralla de huit anys entre els dos. Com a conseqüència de l'afer, el president de la FIFA, João Havelange, va prohibir a Pelé participar al sorteig de la Copa del Món de la FIFA de 1994 a Las Vegas. Es va percebre que les crítiques sobre la prohibició van danyar les possibilitats de Havelange de reelegit com a president de la FIFA el 1994.
Pelé ha publicat diverses autobiografies, ha protagonitzat pel·lícules documentals i ha compost peces musicals, inclosa la banda sonora de la pel·lícula Pelé el 1977. Va aparèixer a la pel·lícula de 1981 Escape to Victory, sobre un partit de futbol de l'època de la Segona Guerra Mundial entre presoners de guerra aliats i un equip alemany. Pelé va protagonitzar la pel·lícula, juntament amb altres futbolistes dels anys 1960 i 1970, i amb els actors Michael Caine i Sylvester Stallone. El 1969, Pelé va protagonitzar una telenovela anomenada Os Estranhos, sobre el primer contacte amb extraterrestres. Va ser creat per despertar l'interès en les missions Apol·lo. El 2001, va tindre un paper cameo a la pel·lícula sàtira Mike Bassett: England Manager. A Pelé se li va demanar que participara a la pel·lícula documental d'ESPN de 2006 Once in a Lifetime: The Extraordinary Story of the New York Cosmos, però va rebutjar quan els productors es van negar a pagar la quota de 100.000 dòlars que demanà.

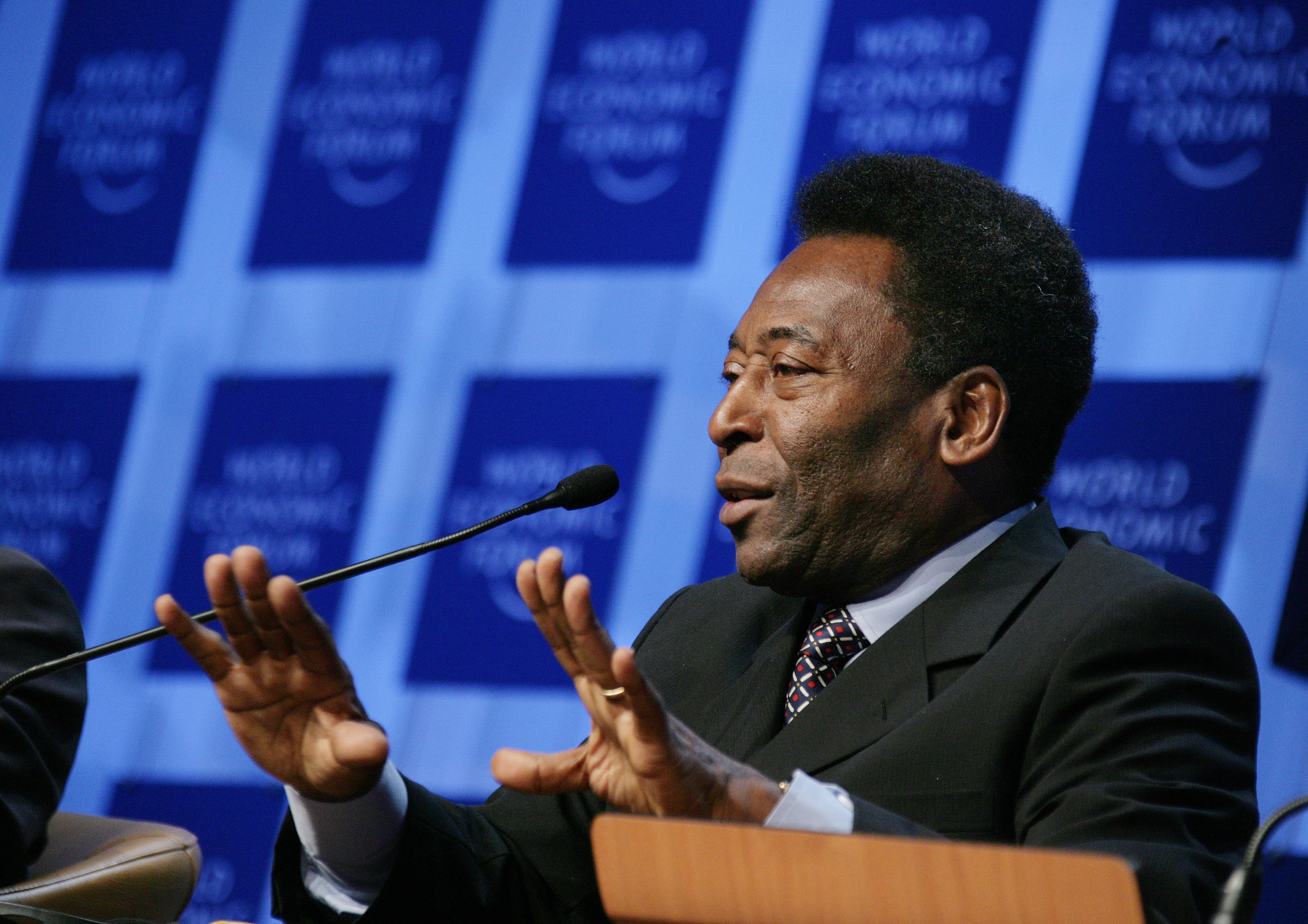
Pelé al Fòrum Econòmic Mundial de Suïssa, 2006.

El novembre de 2007, Pelé va ser a Sheffield, Anglaterra, per commemorar el 150è aniversari del club de futbol més antic del món, el Sheffield FC. Pelé va ser el convidat d'honor al partit d'aniversari de Sheffield contra l'Inter de Milà a Bramall Lane. Com a part de la seua visita, Pelé va obrir una exposició que va incloure la primera mostra pública en 40 anys de les regles originals del futbol escrites a mà. Pelé va fer de buscatalents del club de Premier League Fulham el 2002. Va fer, també, el sorteig dels grups de classificació per a la final de la Copa del Món de la FIFA 2006. L'1 d'agost de 2010, Pelé va ser presentat com a president honorari d'un Cosmos de Nova York refundat, amb l'objectiu de presentar un equip a la Major League Soccer. L'agost de 2011, ESPN va informar que el Santos estava considerant traure'l de la seua retirada per a un paper testimonial a la Copa del Món de Clubs de la FIFA 2011, tot i que això va resultar ser fals.

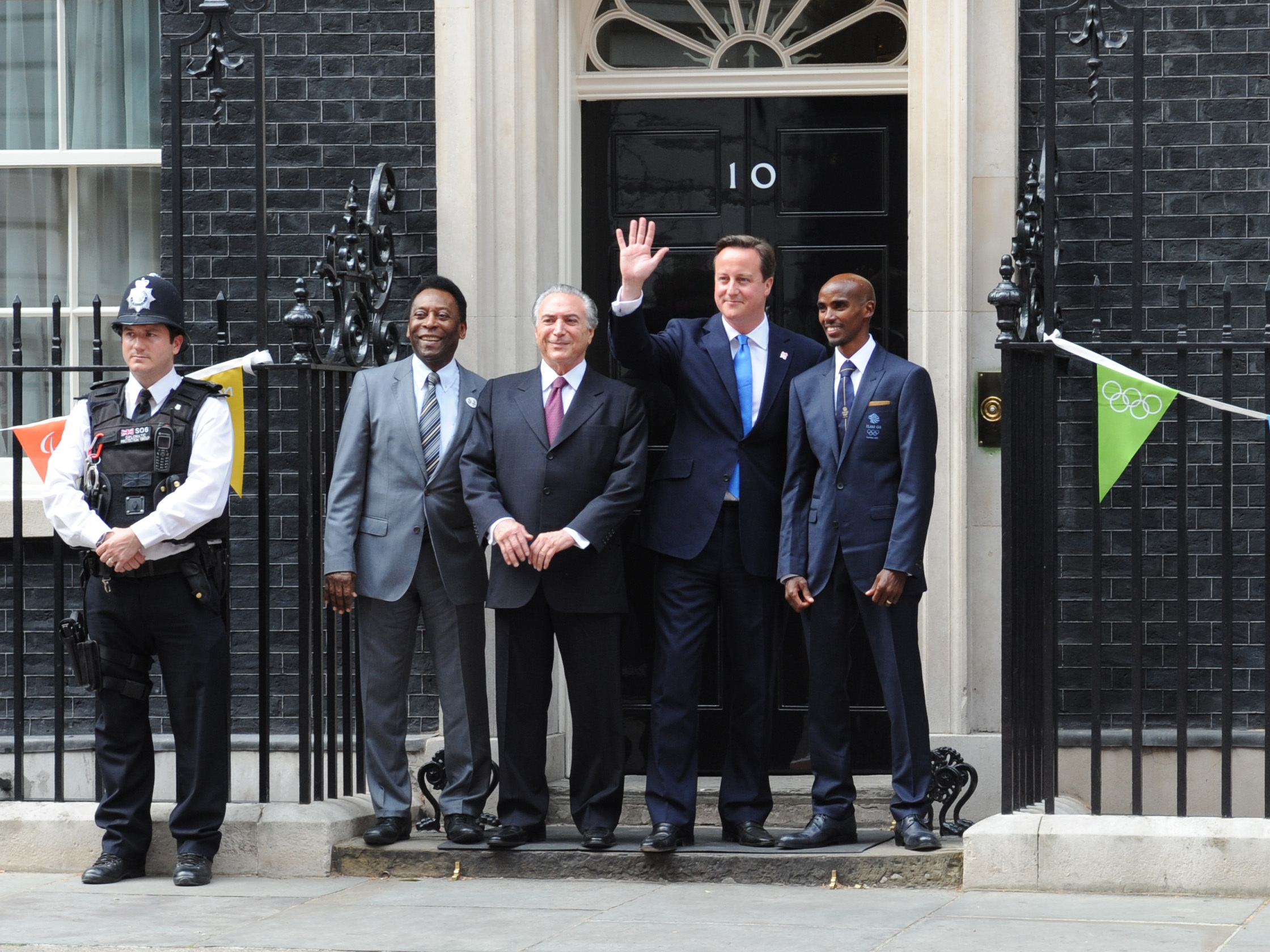
Pelé (esquerra) a l'exterior del número 10 de Downing Street a Londres en una cimera de la fam organitzada pel primer ministre britànic David Cameron.

L'àmbit més destacat de la vida de Pelé des que deixa de jugar al futbol és la seua tasca d'ambaixador. El 1992 va ser nomenat ambaixador de l'ONU per a l'ecologia i el medi ambient. També va rebre la medalla d'or del Brasil per serveis destacats a l'esport el 1995. El 2012, Pelé va rebre un títol honoris causa de la Universitat d'Edimburg per "una contribució significativa a les causes humanitàries i ambientals, així com als seus èxits esportius".
El 2009, Pelé va assistir a la candidatura de Rio de Janeiro per als Jocs Olímpics d'estiu de 2016. El juliol de 2009 va encapçalar la presentació de Rio 2016 a l'Assemblea General de l'Associació de Comitès Olímpics Nacionals d'Àfrica a Abuja, Nigèria.
El 12 d'agost de 2012, Pelé va assistir a la cimera olímpica de la fam de 2012 organitzada pel primer ministre britànic David Cameron al número 10 de Downing Street, Londres, part d'una sèrie d'esforços internacionals que han intentat respondre al retorn de la fam com un problema global. Més tard, el mateix dia, Pelé va aparèixer a la cerimònia de clausura dels Jocs Olímpics d'estiu de 2012 a Londres, després de la secció de lliurament a la propera ciutat amfitriona dels Jocs Olímpics d'estiu de 2016, Rio de Janeiro.

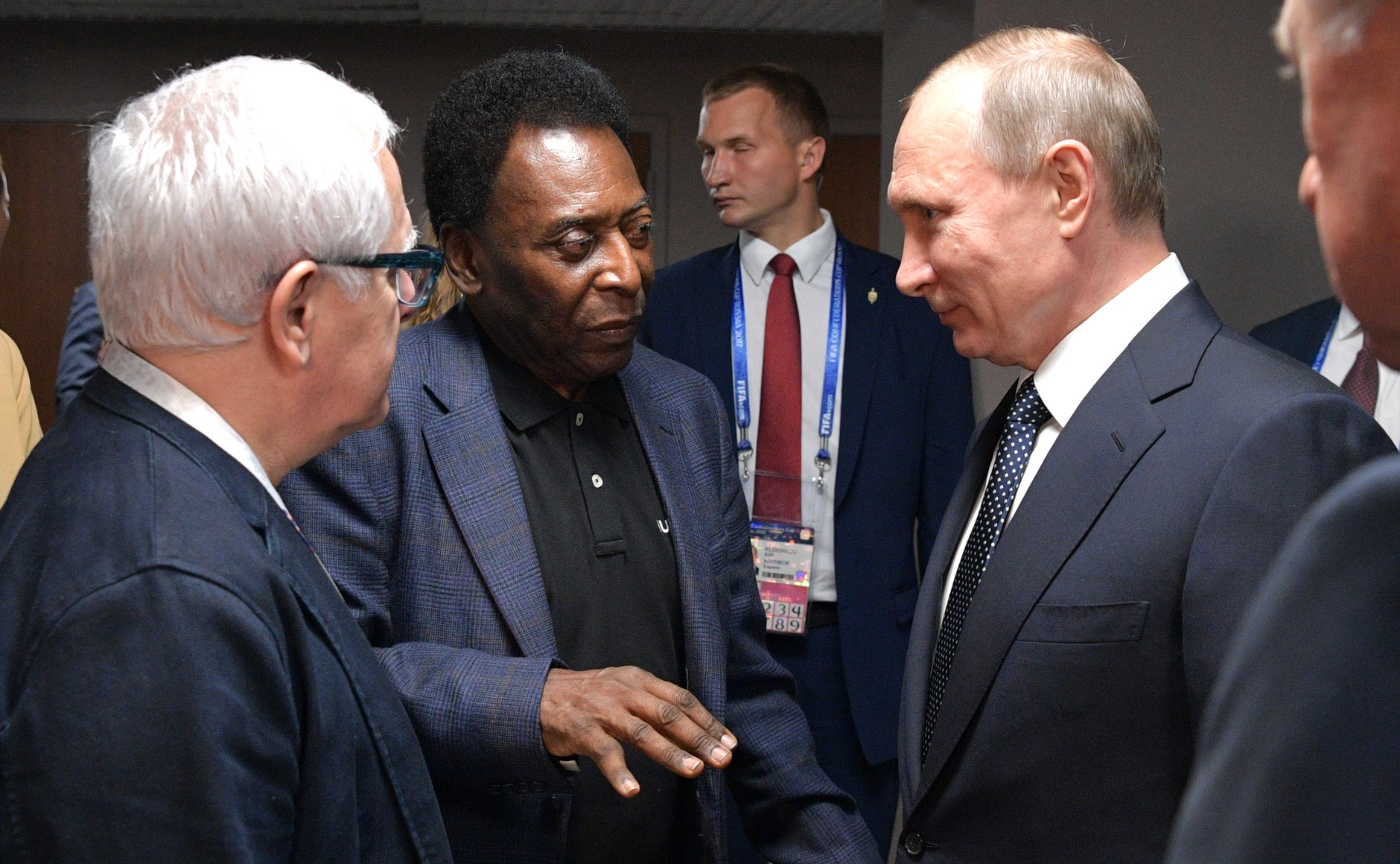
Pelé amb Vladimir Putin a l'obertura de la Copa Confederacions 2017 a Sant Petersburg, Rússia.

El març de 2016, Pelé va presentar una demanda contra Samsung Electronics al Tribunal de Districte dels Estats Units per al Districte Nord d'Illinois demanant 30 dòlars EUA milions de danys i perjudicis reclamant violacions de la Llei Lanham per aval fals i una reclamació de llei estatal per violació del seu dret de publicitat. La demanda va al·legar que en un moment donat, Samsung i Pelé van estar a punt de signar un acord de llicència per a què Pelé apareguera en una campanya publicitària de Samsung. Samsung es va retirar bruscament de les negociacions. L'anunci de Samsung d'octubre de 2015 en qüestió incloïa una foto parcial de la cara d'un home que suposadament "s'assembla molt" a Pelé i també una pantalla de televisió d'alta definició superposada al costat de la imatge de l'home amb alguns dels dríbbilngs utilitzats sovint per Pelé.
A més de la seua tasca d'ambaixador, Pelé ha donat suport a diverses causes benèfiques, com Acció pels xiquets del Brasil, Gols Pela Vida, Aldees Infantils SOS, The Littlest Lamb, Prince's Rainforests Project i moltes més. El 2016, Pelé va subhastar més de 1.600 articles d'una col·lecció que va acumular durant dècades i va recaptar 3,6 milions de lliures per a la caritat. El 2018, Pelé va fundar la seua pròpia organització benèfica, la Fundació Pelé, que s'esforça per empoderar els infants empobrits i desfavorits d'arreu del món.

## Honors

### Individual
El desembre de 2000, Pelé i Maradona van compartir el premi de FIFA Player of the Century de la FIFA. Originalment, el premi estava pensat per basar-se en els vots d'una enquesta web, però després que es va fer evident que afavoria Diego Maradona, molts observadors es van queixar que la naturalesa de l'Internet de l'enquesta hauria significat una demografia esbiaixada de fans més joves que haurien vist jugar a Maradona, però no a Pelé. Aleshores, la FIFA va nomenar un comitè de membres de la "Família del Futbol" per decidir el guanyador del premi juntament amb els vots dels lectors de la revista FIFA. El comitè va triar Pelé. Com que Maradona guanyava l'enquesta a Internet, però, es va decidir que ell i Pelé havien de compartir el premi.

## Estadístiques de carrera

### Club
La FIFA sovint publica que el rècord de gols de Pelé és de 1.281 gols en 1.363 partits. La xifra inclou els gols marcats per Pelé en partits amistosos de clubs, incloses les gires internacionals que Pelé va completar amb el Santos i el New York Cosmos, i alguns partits que Pelé va jugar amb els equips de les forces armades brasileres durant el servei nacional al Brasil i l'equip de selecció de São Paulo per al Campionat Brasiler d'Estats (Campeonato Brasileiro de Seleções Estaduais). Va figurar als rècords mundials Guinness com al jugador amb més gols marcats en la seua carrera. L'any 2000, IFFHS va declarar Pelé com el "Millor i exitós màxim golejador de la divisió del món de tots els temps" amb 541 gols en 560 partits i el va homenatjar amb un trofeu.

### Internacional
Amb 77 gols en 92 aparicions oficials, Pelé és el màxim golejador de la selecció brasilera de futbol (empatat amb Neymar, a la data de la seua mort). Va marcar 12 gols i se li atribueixen 10 assistències en 14 aparicions a la Copa del Món, incloent-hi 4 gols i 7 assistències el 1970. Pelé comparteix amb Uwe Seeler, Miroslav Klose, Lionel Messi i Cristiano Ronaldo, l'assoliment de ser els únics jugadors que han marcat en quatre tornejos diferents de la Copa del Món.

### Resum
Les estadístiques de gols i aparicions de Pelé difereixen entre les fonts principalment a causa dels partits amistosos. La RSSSF afirma que Pelé va anotar 775 gols en 840 partits oficials. La taula següent es basa en l'últim anunci de RSSSF (2021).
| Club/equip          | Partits | Gols |
| ------------------- | ------- | ---- |
| Santos FC           | 660     | 643  |
| Cosmos de Nova York | 64      | 37   |
| Brasil              | 92      | 77   |
| Equip militar       | 4       | 4    |
| Selecció São Paulo  | 15      | 12   |
| Altres Seleccions   | 5       | 2    |
| TOTAL               | 840     | 775  |